# スポーツカー (モータースポーツ)
スポーツカー (仏: voiture de sport、英: sports car) は、自動車競技に用いる目的で特別に製造される自動車の一類型であり、特殊車ないし実験的競技車に属する。並列2座席でホイールの大半がボディに覆われており、前照灯、尾灯、方向指示器を備えるなど、公道走行に必要な最低限の形態と装備を有している。プロトタイプとも呼ばれる。
以下、断りなき場合「スポーツカー」とは競技用に製造された車両を指す。

## 概要

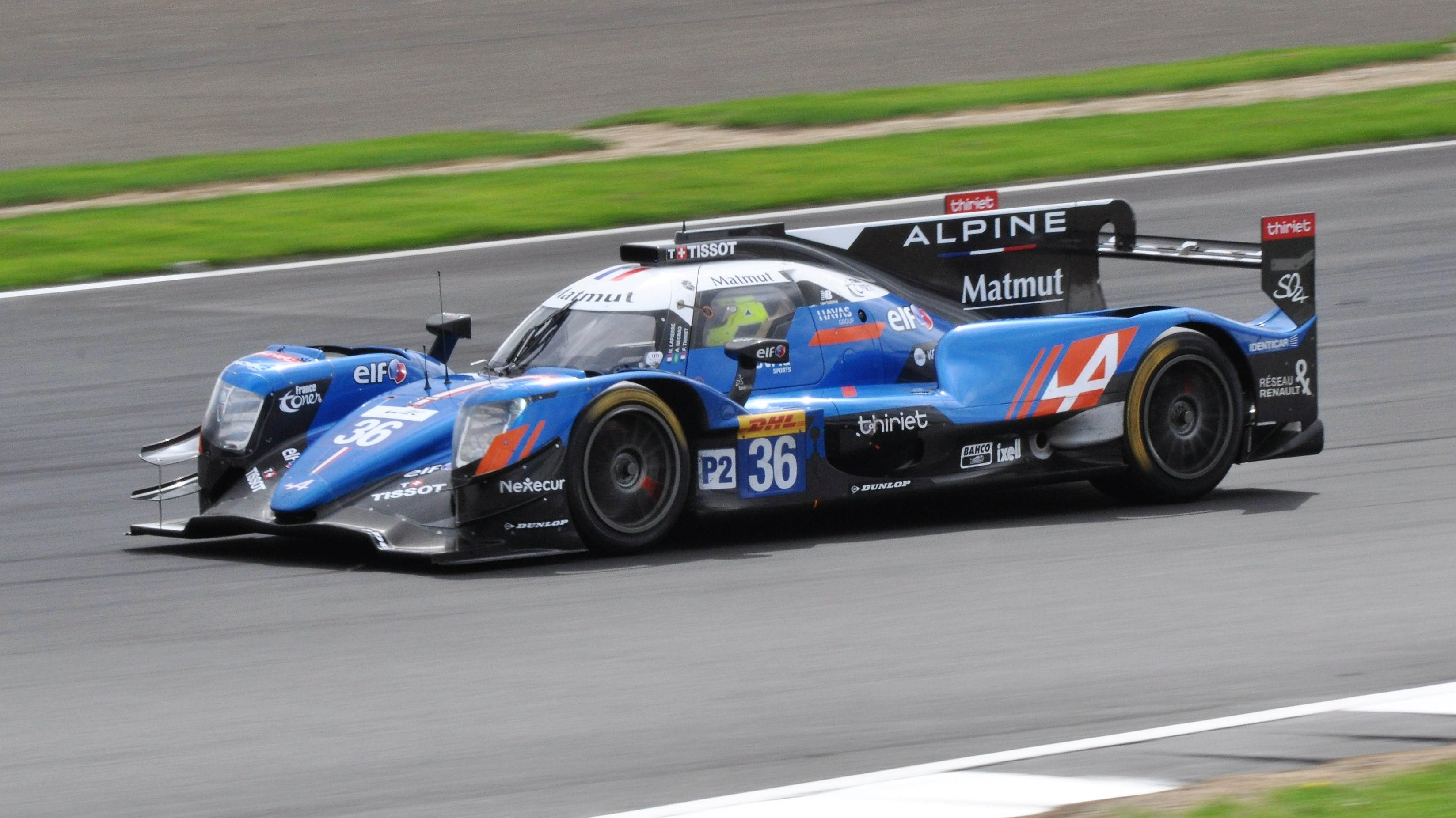
「ル・マン」プロトタイプの一例
シグナチュール・アルピーヌ・A470

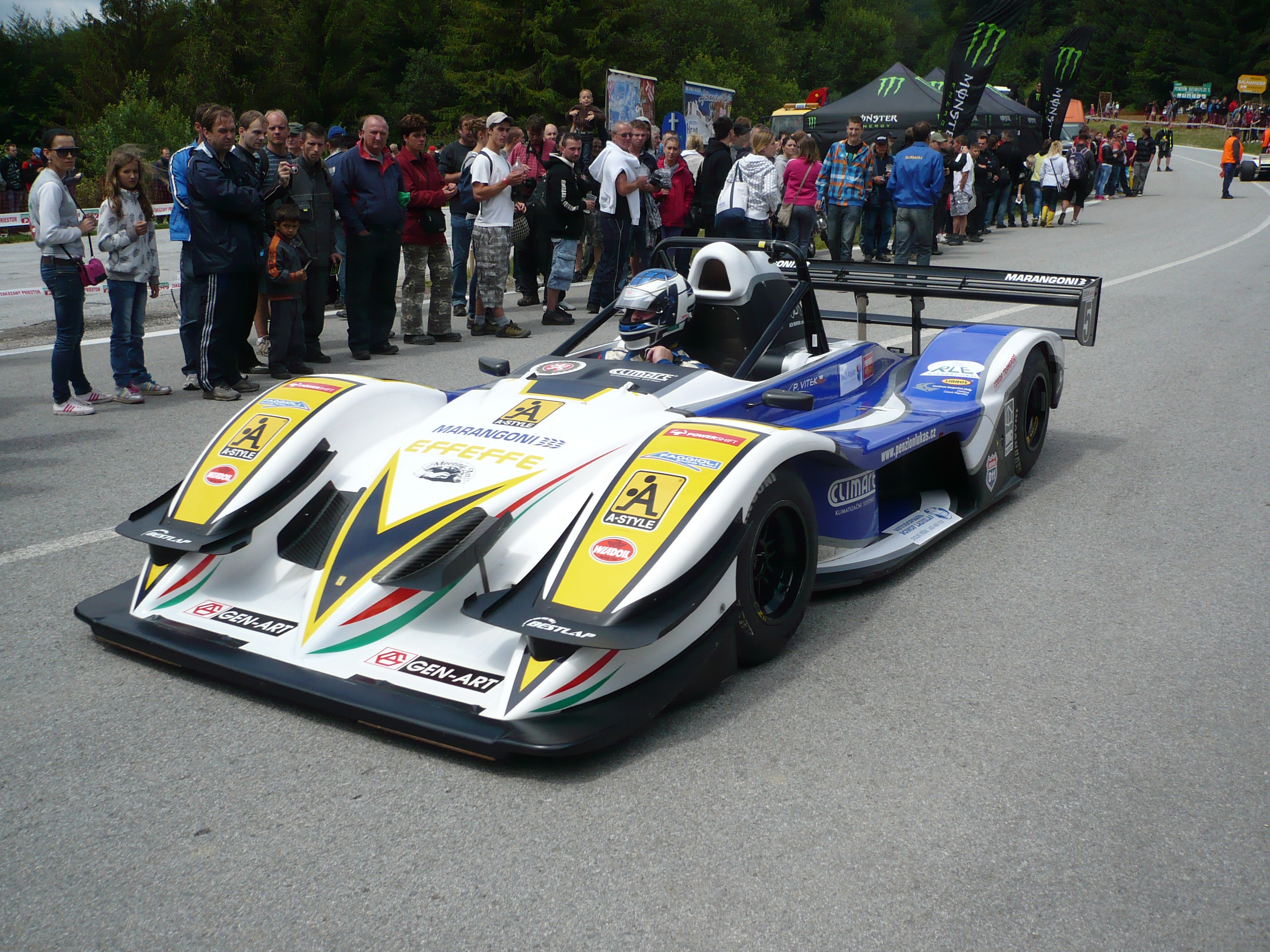
グループE2-SC
オゼッラ（英語版）・PA30

### 類型の総説
自動車競技の中でも、主に自動車の走行性能を競う製造者対抗ロードレースと、ヒルクライムでそれぞれ運用することを前提に企画、開発、製造される。2020年以降においては国際自動車連盟 (以下、FIA) 国際モータースポーツ競技規則 (国際スポーツ法典、以下、CSI) 付則J項部門IIのグループCN「プロダクションスポーツカー」と、同グループE (フリーフォーミュラレーシングカー群) のSC (スポーツカー) に属する類型が該当する。SCは国際ヒルクライム技術規定のグループE2-SC、FIA世界耐久選手権およびル・マン地域シリーズ技術規定の「『ル・マン』プロトタイプ」("Le Mans" Prototype, LMP) 1から3およびハイパーカー (LMH)、IMSAスポーツカー選手権技術規定の「デイトナ・プロトタイプ・インターナショナル」(Daytona Prototype Int., DPi) が代表的であるが、CSIの既存グループに適合しない2座席車両は全てが該当する。E2-SCはCNから、DPiはLMP2からそれぞれ派生した類型である。
FIAの管理下で技術規定がなされているが、規定の基本趣旨は製造者が公道運用に自由な発想で製造した乗用車を競技運用する場合の、階級分類と形式分類である。これはツーリングカーやグランドツーリングカーと同じであるが、それらとは異なり1台だけの特別製造車から対象となるため、実質的にはほぼすべてが競技専用として製造されている。また、生産台数の要件がある場合でも、それはごく少数であるため、競技専用のまま要件台数が生産され、不良在庫車は無理にでも公道用に仕立てて富裕層（コレクター）などへ売却される。本来から自由製造されるものであるため、諸元や投入技術に制約が少なく、これが製造者の技術先進性や知見、開発能力などを競う下地となってきた。ただし、1982年以降は諸元に上限または下限が設けられるようになり、その制限内での競争となっている。
ロードレースにおけるスポーツカーの競技性高度順位は、一つ上位にフォーミュラレーシングカーがあるのみであり、下位にシルエットタイプカー、グランドツーリングカー、ツーリングカーと続いている。スポーツカーはフォーミュラレーシングカーレースに参加することはできないが、過去にはフォーミュラレーシングカーとの間に存在した二座席レーシングカーのレースに参加することができた。またヒルクライムは個別スタートであるため、スポーツカーとフォーミュラレーシングカーは同部門として競合する。
スポーツカーの製造者 (マニュファクチャラー) とはシャシの製造者を指す。エンジンは大規模製造者では自身で開発、製造する場合が多く、小規模製造者では他者 (大規模製造者またはエンジン専門製造者など) から供給 (供与、貸与、売却など) を受ける場合が多い。なお、大規模製造者が他者 (多くは小規模製造者) へシャシの開発、製造を委託する場合もあるが、スポーツカーの名称であるメイクは委託者のものを名乗り、開発、製造を請負った受託者のメイクが名乗られることはない。また、小規模製造者は自身のメイクに連ねてエンジンメイクが表示される場合がある。

#### プロトタイプ (試作車)
「公道運用を前提とした生産台数義務を課されていない車両」とは、即ち乗用車の試作車とみなすことができ、自動車競技においてスポーツカーとプロトタイプは同義である。過去、グランドツーリングカー (以下、GT) レースへスポーツカーを部門化させるにあたり「プロトタイプ（試作GT）」は方便として度々用いられた。以降、競技会の部門名称にスポーツカーとプロトタイプのいずれを採るかは主催者の思惑次第となっている。
CSIでは、スポーツカーを量産車と特別製造車に分割したとき、後者の名称にプロトタイプを用いてきた。

### 車両形式

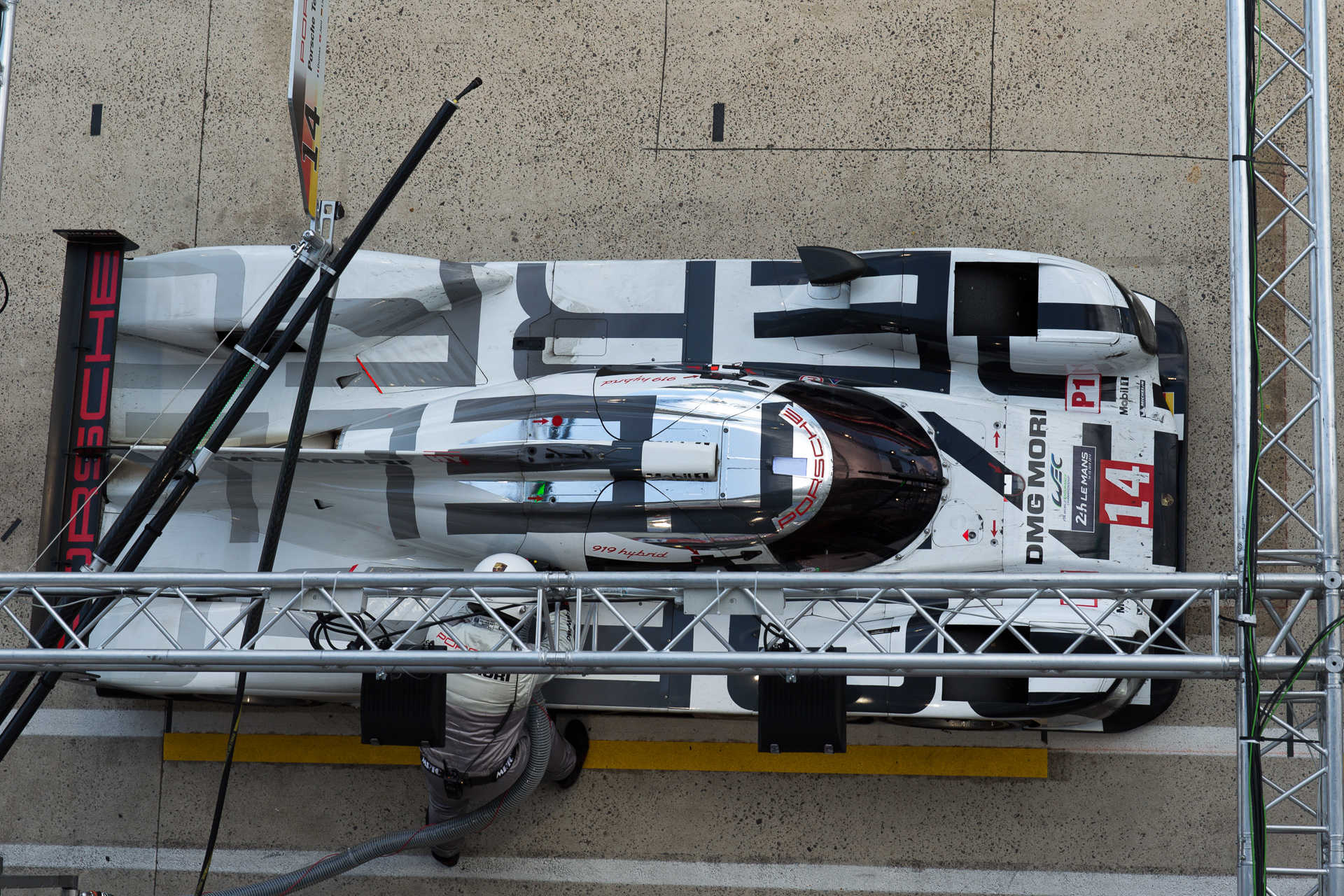
スポーツカーのボディ
ポルシェ・919ハイブリッド

ボディはフェンダーを固定して備えるか、ないしはそれと一体化している。フェンダーはホイール外周の1/3以上を覆う規定となっているが、前後にボディのオーバーハングが伸びているため、上から眺めたとき操舵輪が直進状態においては全てのホイールが完全にボディ輪郭内に収まっている。また全ての機械部位もボディに覆われ、通気口から覗き見える部位や排気管後端などを除き、外部から見えてはならない。

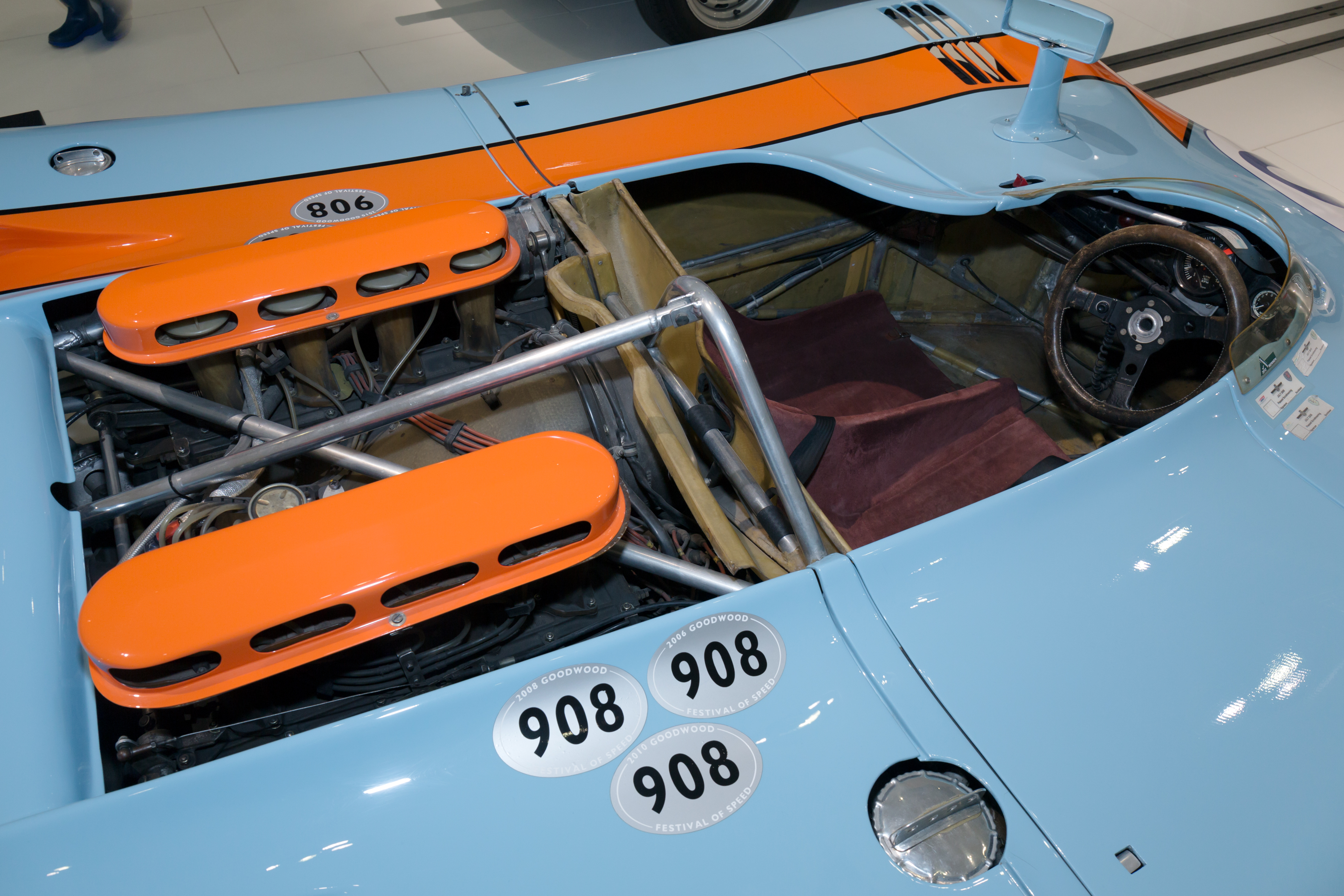
助手席を備えていた1970年代のコックピット
ポルシェ・908/3

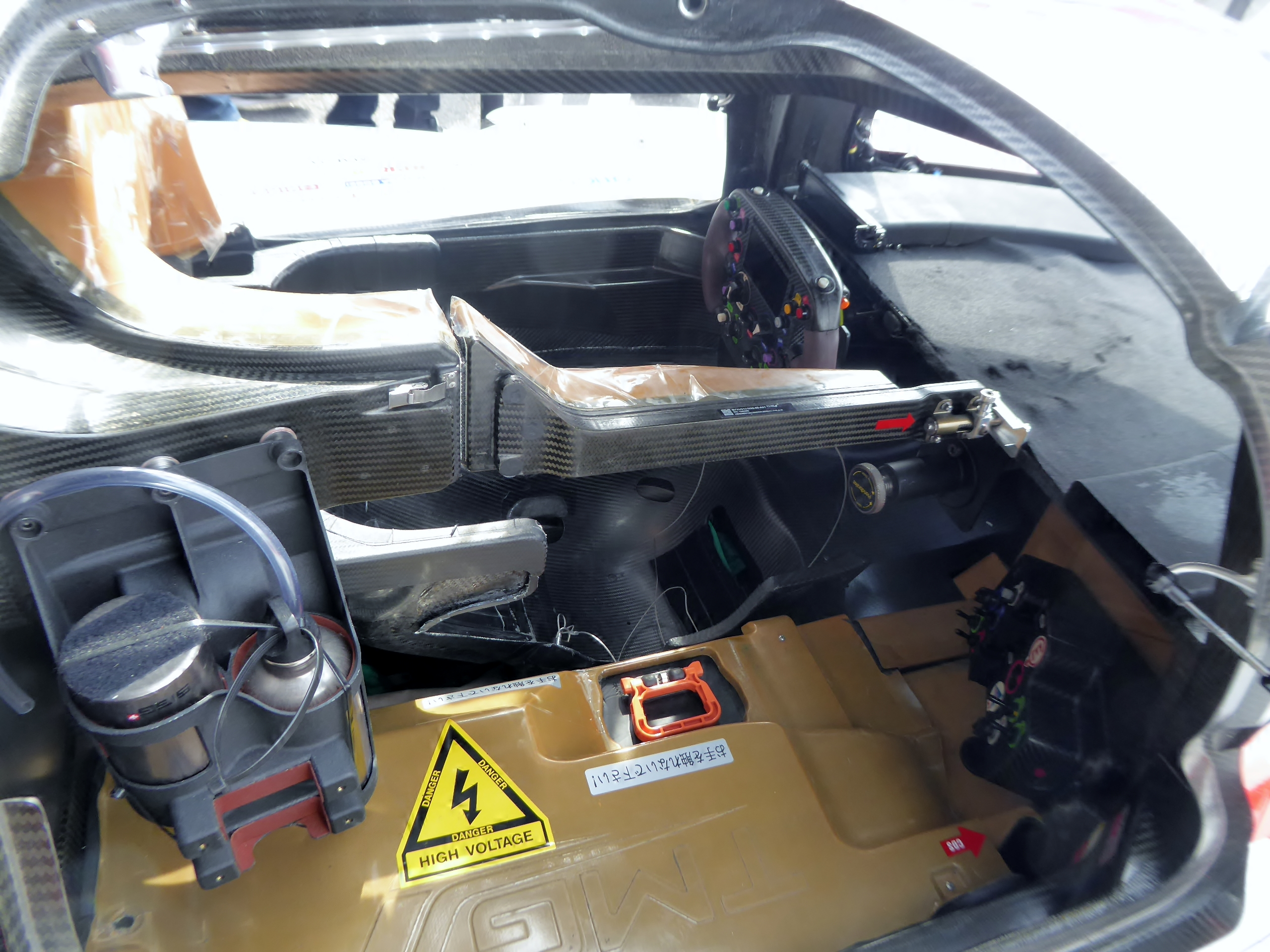
機材が設置された助手席空間
トヨタ・TS050 HYBRID

座席は左右対称に並列配置されている。運転席は左右いずれでもよいが、2021年のWEC出場チームは全車が左を選択している。左が選ばれる理由は単純に「多くを占める欧州のドライバーが乗り慣れているため」である。ただし右のほうがピットイン時の交代が速い、乗車姿勢が若干楽になる、日欧のサーキットは右回りが多いので重心で有利などのメリットも多いとされる。パドルシフトの無かった時代は右運転席の恩恵を受けつつ欧州人ドライバーが乗りやすくするため、右運転席+右手側にシフトレバーという凝った設計が用いられたこともあった。
乗車定員数（座席数）は黎明期にはエンジン排気量の多寡に応じ最少数を4、2、1とされていたが、それが撤廃され、エンジン排気量にかかわらず最少で2とされた後においては、例外なく2座席（運転席、助手席）が選択されている。4座席はデザイン的にも運用的にも選択する利点はなく、国際自動車連盟（以下、FIA）の公認が取得されていないグランドツーリングカーを先行して競技運用した場合や特殊プロダクションカーのシャシを流用した場合などに例があるのみである。なお、1982年から運転席以外の座席は取り外すことが許されており（ツーリングカー以上に共通）、実質的には助手の搭乗空間と座席の取り付け場所が確保されているだけであり、場合によってはFIAが求める必要機材の設置場所として利用される。
ルーフの有無は基本的に問わないが、クローズドカー（クーペ、ベルリネッタ）かオープンカー（ロードスター、バルケッタ、スパイダー）のいずれかに限定されることもある。クローズドカーは一定寸度を満たした左右一対のドアが必須装備であり、ウィンドウを乗降口とすることはできない。
原動機は黎明期から常識的にガソリン燃料のオットーサイクルエンジンが多用されているが、内燃レシプロ (ヴァンケル式を含む) であれば高速ディーゼル (サバテサイクル) などあらゆる理論サイクルのエンジンを用いる事ができ、過給や電動補助も自由である。一時期はガスタービン (ブレイトンサイクル) も許容されていた。排気量は個別レースやレースシリーズで制限が設けられている場合がある。
原動機から取り出した回転運動エネルギーをホイール外周のトレッドと路面との間に発生する粘着摩擦により直線運動に変換して走行する。駆動方式は基本的に制限はないが、個別のレースまたはレースシリーズの運営において制限されている場合がある。

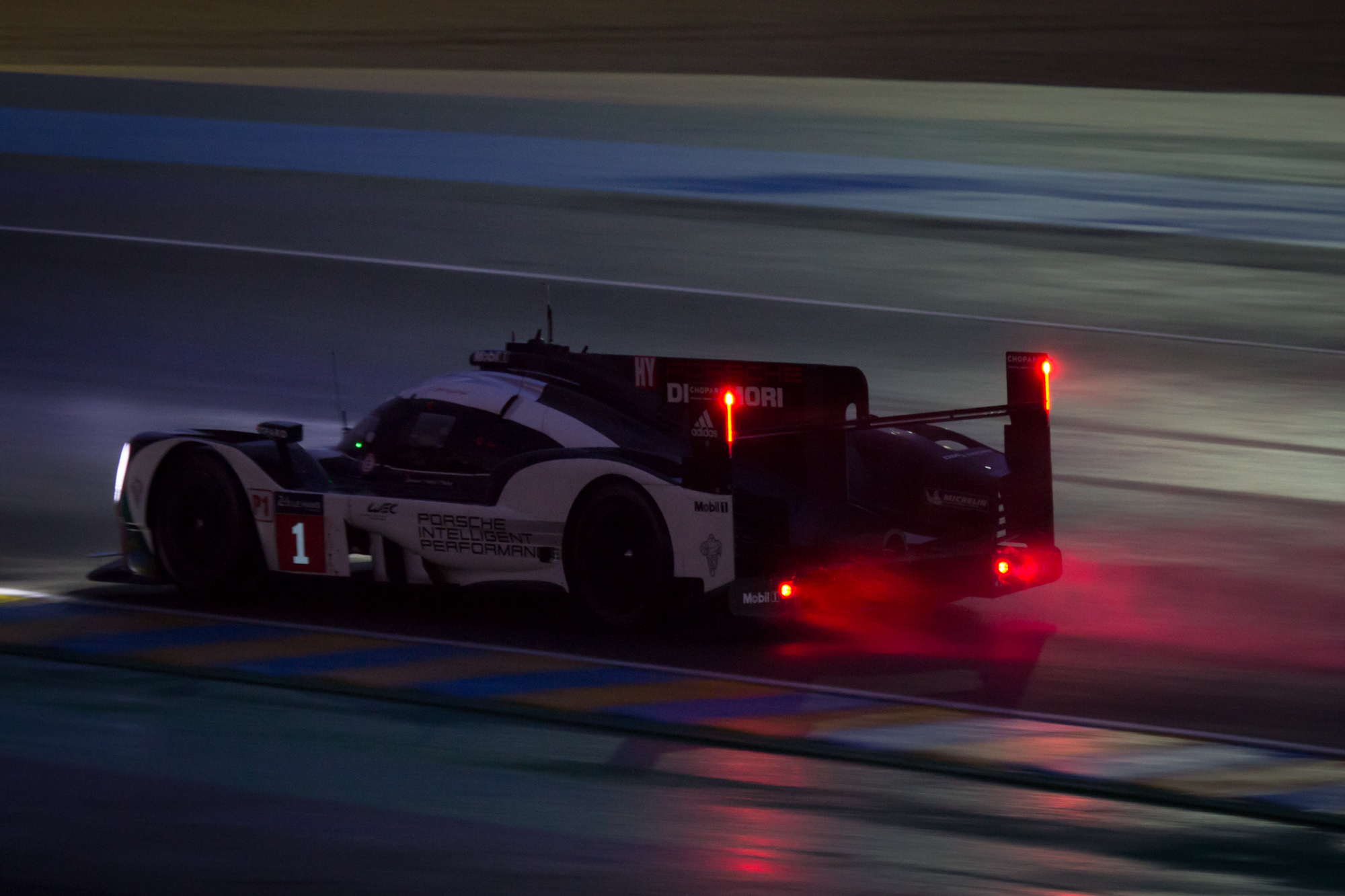
側面のコンペティションナンバーランプ (字光式) と最後尾上端のレインランプ
ポルシェ・919ハイブリッド

スポーツカー開発の大義名分は一般交通下での運用であるためスターターモーター、ブレーキランプ、ターンシグナルはもとより、夜間走行用にヘッドランプ、テールランプ、乗用車のライセンスプレートランプに相当する側面コンペティションナンバーランプ、メーター照明および雨天走行用に乗用車のリアフォグランプに相当するレインランプを備えており、クローズドカーの場合はウィンドシールドワイパーがこれに加わる。ただし競技運用においては、それが昼間のみで終始する場合に限りヘッドランプとターンシグナルの装備を免除される運用規定もある（グループCNなど）。また1971年まではスペアホイールの固定搭載が義務付けられていた。おおよそすべてのクローズドカーではラム圧による換気システムを備えているが、車内温度を一定基準内に保つ規則が適用される場合は別途エア・コンディショナーが追加装備される。

## 技術規定および分類、呼称の変遷
国際自動車連盟 (以下、FIA) による分類と日本語での呼称および原文。
黎明期から1950年：国際スポーツ法典付則C項 (以下、CSI-C)「スポーツカー (voiture sport)」
- 並列二座席で公道運用も可能[注釈 13]な特別製造車をスポーツカーとしていた。エンジン排気量8リットル超のクラスAから0.35リットル以下のクラスJまで10クラスに分けられていた。クローズドカー (または特別規定でオープンカーも幌を展開する場合) のみウィンドシールドの寸度規定があった。

1956年：CSI-C「スポーツカー」
- オープンカーにもクローズドカーと同様のウィンドシールドの寸度規定が導入された。

1958年：CSI-C「スポーツカー」
- エンジン排気量0.25リットル以下のクラスKが追加され11クラスとなる。

1961年：CSI-Cスポーツ部門第4グループ「スポーツカー (voiture de sport)」
- クラス分けがエンジン排気量0.4リットル以下のクラス1から5リットル超のクラス15に変更された。最低地上高および最小回転半径規定と、クラス別の燃料タンク最大容量規定が導入された。

1966年：国際スポーツ法典付則J項 (以下、CSI-J) A部門「公認生産車」第4グループ「スポーツカー」、CSI-J|B部門「特殊車」第6グループ「プロトタイプ・スポーツカー (voiture de sport prototypes)」
- CSI-Jに編入された。クラス分けがエンジン排気量0.5リットル以下のクラス1から5リットル超のクラス13に変更された。連続12月間に50台の生産により公認されるスポーツカーが新設され、これまでどおりのスポーツカーはプロトタイプ・スポーツカーとなる。ウィンドシールドの寸度要件が緩和された。

1969年：CSI-J|A部門「公認生産車」第4グループ「スポーツカー」、CSI-J|B部門「特殊車」第6グループ「プロトタイプ・スポーツカー」
- スポーツカーの公認要件が25台生産に緩和される。
- プロトタイプ・スポーツカーに限りウィンドシールド規定およびラゲッジトランク設置、スペアホイール搭載の各義務とオープンカーの場合の幌規定が撤廃された。

1970年：CSI-J|A部門「公認生産車」第5グループ「スポーツカー」、CSI-J|B部門「実験的競技車」第6グループ「プロトタイプ・スポーツカー」
1972年：CSI-J|B部門「実験的競技車」第5グループ「スポーツカー」
- 公認生産車のスポーツカーが廃止され、これまでのプロトタイプ・スポーツカーは呼称をスポーツカーに戻した。

1976年：「実験的競技車」廃止
- 上位部門の「レーシングカー」[注釈 14]に属する二座席レーシングカーをスポーツカーレースおよびヒルクライムに代用していた。
- 1981年：FIA加盟団体である米国の国際モータースポーツ協会 (以下、IMSA) が、翌年発効されるグループCを基に、規定の強化と緩和を施した「グランドツーリング・プロトタイプ」(Grand Touring Prototype, GTP) を先行導入する。分類はCSI-J|B部門「レーシングカー」第8グループ「フォーミュラリブレレーシングカー」。翌年から部門II「競技車」グループE。

1982年：CSI-J|部門II「競技車」グループC「スポーツカー」
- CSI-Jの全面改編に伴いスポーツカーがグループCとして再設置された。耐久ロードレースに特化しており、厳しい燃料消費率を強いられる技術規定であった。そのため国際ヒルクライムには引続き二座席レーシングカーをCSI-J|部門II「競技車」グループEに分類し、「グループ6」として1988年まで運用された。

1983年：CSI-J|部門II「競技車」グループC「スポーツカー」
- 燃料消費率がさらに厳しいジュニアグループCが導入され2クラスとなった。
- 1984年：FIA加盟団体であるアメリカ・スポーツカークラブがグループCを基に規定の強化と緩和を施した「カンナム・クーペ」(Can-Am Coupe) を導入する。分類はCSI-J|部門II「競技車」グループE。

1985年：CSI-J|部門II「競技車」グループC「スポーツカー」
- グループCのクラス分けをクラス1と同2 (以下、C1、C2) に変更された。

1986年：CSI-J|部門I「量産車」グループB「スポーツグランドツーリングカー (voiture de grand tourisme de sport)」、CSI-J|部門II「競技車」グループC「スポーツプロトタイプカー (voiture de sport prototypes)」
- それまでグランドツーリングカーであったグループBがスポーツを名乗ることとなり、グループCもプロトタイプを名乗る。

1988年：CSI-J|部門I「量産車」グループB「スポーツカー」、CSI-J|部門II「競技車」グループC「スポーツプロトタイプカー」
- グループBの呼称がスポーツカーとなる。

1989年：CSI-J|部門I「量産車」グループB「スポーツカー」、CSI-J|部門II「競技車」グループC「スポーツプロトタイプカー」
- グループCにヒルクライム用のクラス3 (以下、C3) が導入された。

1990年：CSI-J|部門I「量産車」グループB「スポーツカー」、CSI-J|部門II「競技車」グループC「スポーツプロトタイプカー」
- C2が廃止された。

1991年：CSI-J|部門II「競技車」グループC「スポーツカー」
- グループBとCの呼称がそれぞれグランドツーリングカーとスポーツカーに戻る。

1993年：CSI-J|部門II「競技車」グループC「ジュニアスポーツカー (junior sports car)」、CSI-J|部門II「競技車」グループCN「プロダクションスポーツカー (production sports car)」、CSI-J|部門II「競技車」グループGT「グランドツーリング・スポーツカー (grand touring sports car)」
- グループCからC1が廃止されたためC3のみとなり、呼称をジュニアスポーツカーに変更された。
- ヒルクライム用にグループCよりもエンジンが入手しやすいグループCNが導入された。スポーツカーとしては初めて四輪駆動が禁止された。
- C1に替え、グループBの要素を採り入れたグループGTが導入された。

1994年：CSI-J|部門II「競技車」グループC「ジュニアスポーツカー」、CSI-J|部門II「競技車」グループCN「プロダクションスポーツカー」、CSI-J|部門II「競技車」グループGT1「グランドツーリング・スポーツカー」
- グループGTがクラス1と同2に分割され、グランドツーリング・スポーツカーはクラス1 (以下、GT1) となる。
- IMSAが「ワールド・スポーツカー」(World Sports Car, WSC) を導入する。分類はCSI-J|部門II「競技車」グループE。

1997年：CSI-J|部門II「競技車」グループC「ジュニアスポーツカー」、CSI-J|部門II「競技車」グループCN「プロダクションスポーツカー」、CSI-J|部門II「競技車」グループGT1「グランドツーリング・スポーツカー」、CSI-J|部門II「競技車」グループE「スポーツレーシングカー (Sports Racing Car)」
- グループCNよりも高度な内容のスポーツレーシングカーが導入された。[注釈 15]ほぼクローズドカーが選択される技術規定のGT1に対し、オープンカーに限定されていた。四輪駆動も禁止であった。

1999年：CSI-J|部門II「競技車」グループCN「プロダクションスポーツカー」、CSI-J|部門II「競技車」グループE「スポーツレーシングカー」
- グループCとグループGT1が廃止された。

2005年：CSI-J|部門II「競技車」グループCN「プロダクションスポーツカー」
- スポーツレーシングカーが廃止された。

2012年：CSI-J|部門II「競技車」グループCN「プロダクションスポーツカー」、CSI-J|部門II「競技車」グループE|SC「『ル・マン』プロトタイプ ("Le Mans" Prototype, LMP)」
- フランス西部自動車クラブ（ACO）が規定していた「ル・マン」プロトタイプをFIAが正式導入する (分類に変更なし)。[注釈 15]ハイブリッド装置を有する場合に限り再び四輪駆動が認められた。
- 2017年：IMSAが「『ル・マン』プロトタイプ」のクラス2を基にした独自の「デイトナ・プロトタイプ・インターナショナル」(Daytona Prototype Int., DPi) を導入する。分類はCSI-J|部門II「競技車」グループE|SC。
- 2021年：ACOがル・マン・ハイパーカー（LMH）規定を導入。
- 2023年：IMSAがDPiの後継としてル・マン・デイトナ・h（LMDh）規定を導入。LMH - LMDh相互間の性能調整（BoP）も定められ、実際にLMDh車両がFIA 世界耐久選手権（WEC）のLMHクラスに出走するようになった。

## 二座席レーシングカー
1960年代前半に国際自動車連盟加盟団体であるアメリカ・スポーツカークラブは、国際スポーツ法典 (以下、CSI) 付則C項のスポーツカー技術規定を大幅に緩和して公道運用を前提としない純レーシングカーとなっていた「改造部門」を独自に分類していた。これが1966年にCSI付則J項へスポーツカーとは決別してC部門 (レーシングカー) 第7グループに二座席レーシングカーとして新定義された。

## 代表的なスポーツカー
※括弧書きは製造者自身の競技運用年
※画像は年式やエンジン排気量が優勝車と異なる場合がある。

### 黎明期から1952年
ル・マン24時間、RACツーリストトロフィー、ミッレミリアのうち2つ以上の同年優勝した型式または同一大会連続優勝した型式、および欧州ヒルクライム選手権を3年以上連続で獲得した型式。
- ロレーヌ＝デートリッヒ（英語版）・B3-6 (1923 - 1926)
- アルファロメオ・6C（英語版） (1927 - 1929)
- ベントレー・スピードシックス (1928 - 1930)
- メルセデス・ベンツ・SSK (1929 - 1932)
- アルファロメオ・8C (1931 - 1938)
- ライレー・TTスプライト（英語版） (1935 - 1937)

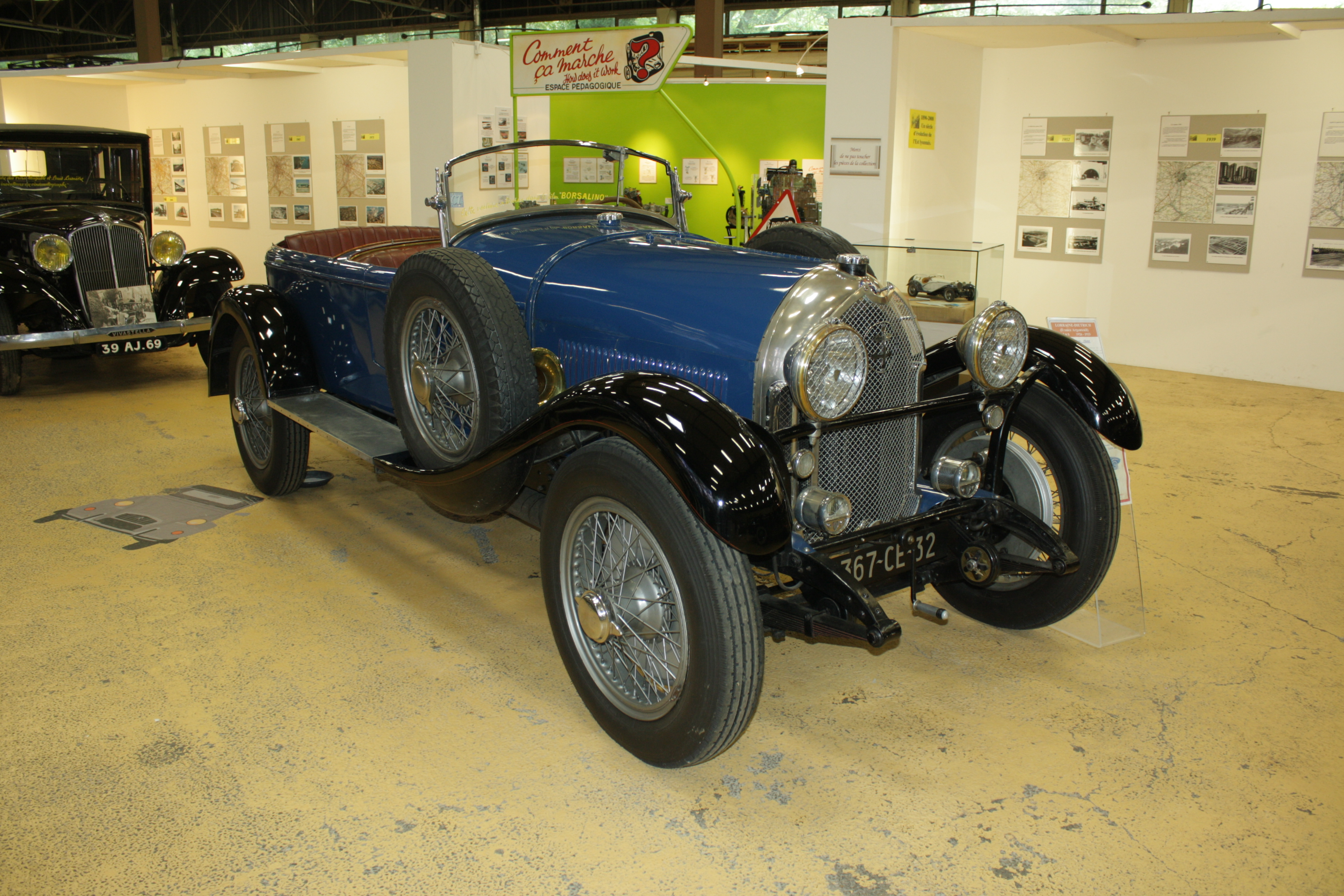
ロレーヌディートリッシュ・B3-6
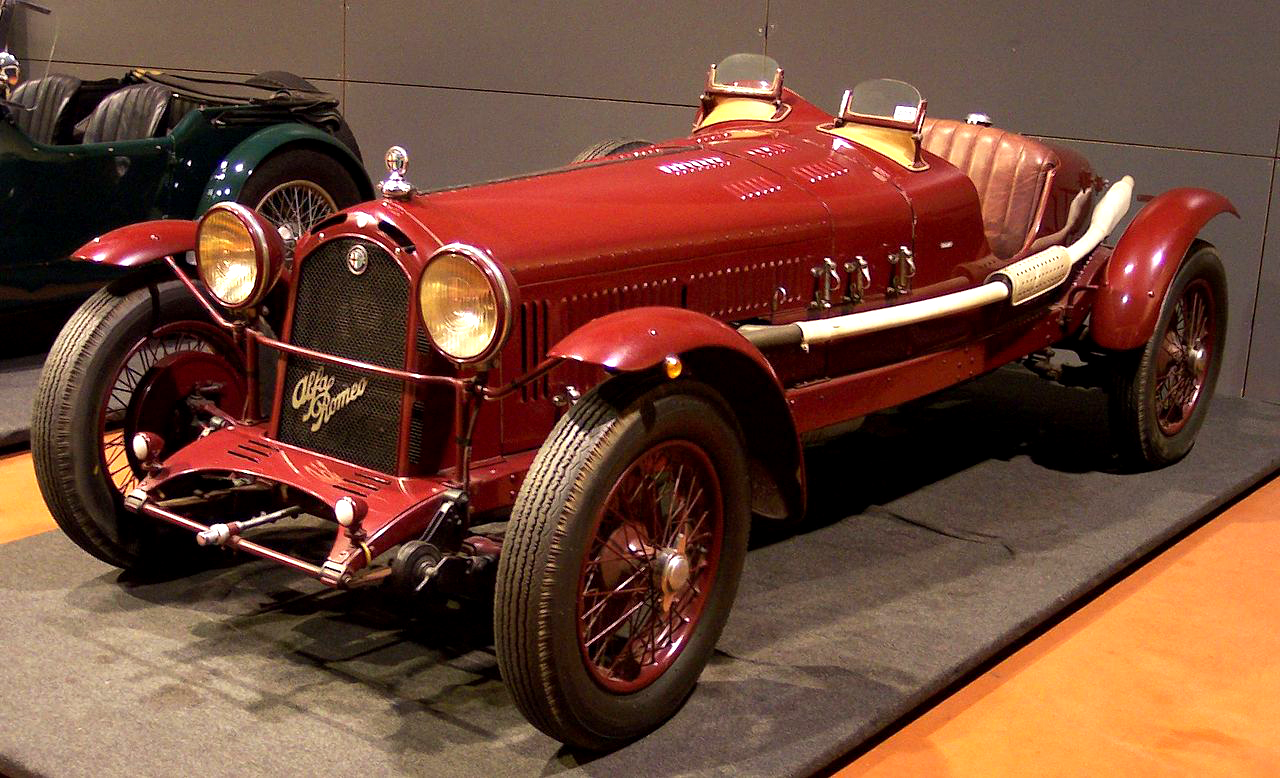
アルファロメオ・6C1500
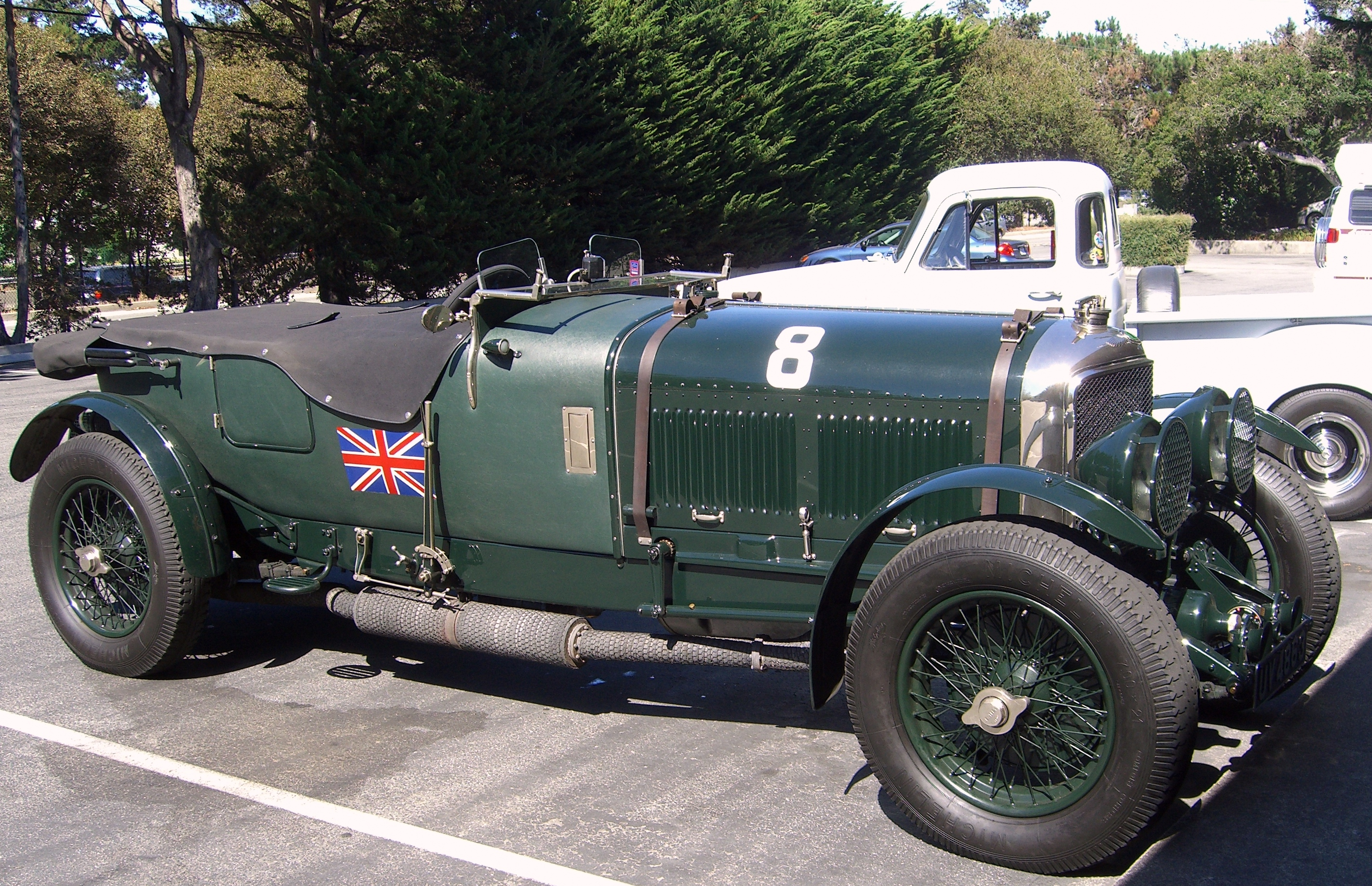
ベントレー・スピードシックス
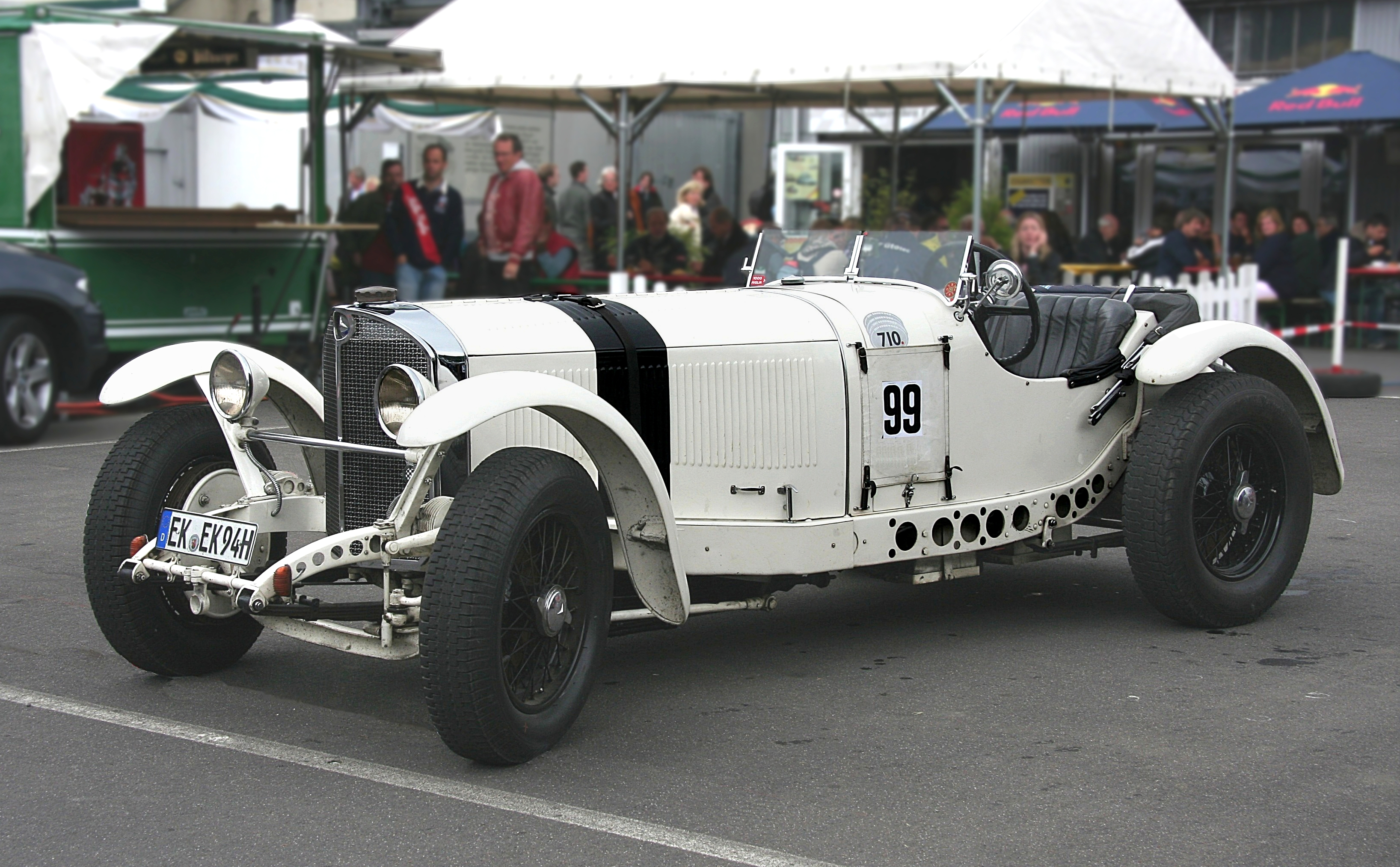
メルセデスベンツ・SSKL
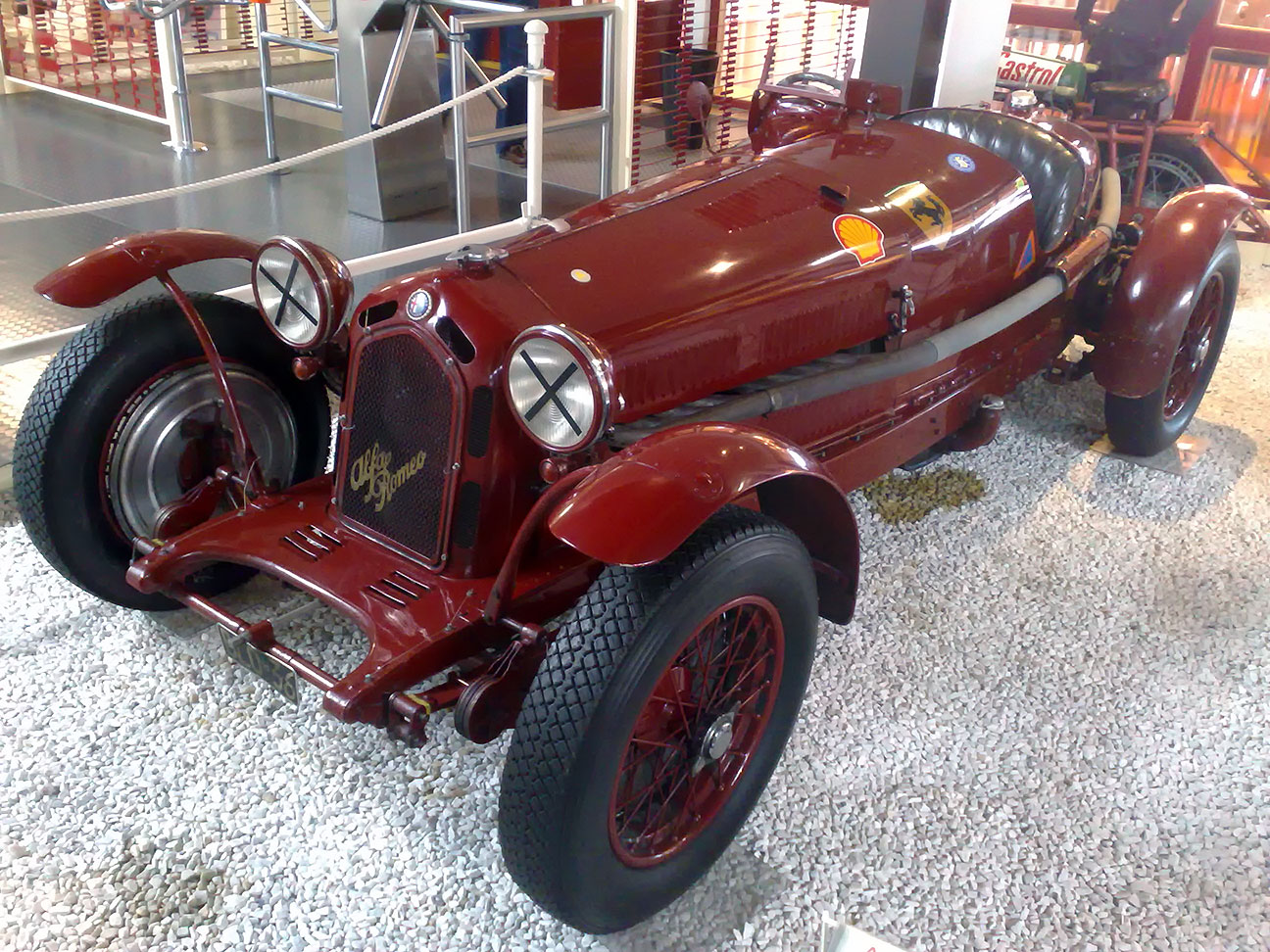
アルファロメオ・8C2300
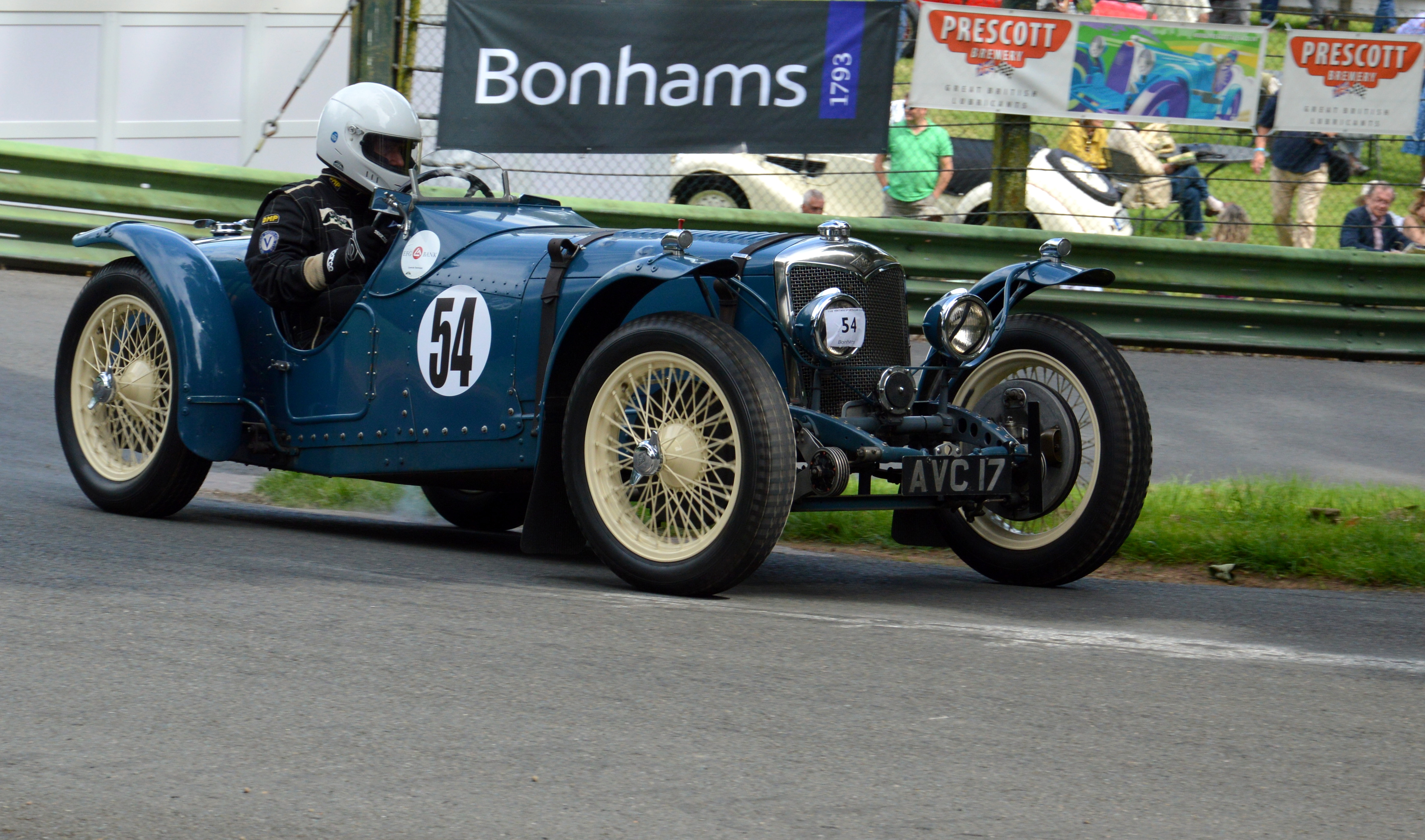
ライレー・TTスプライト
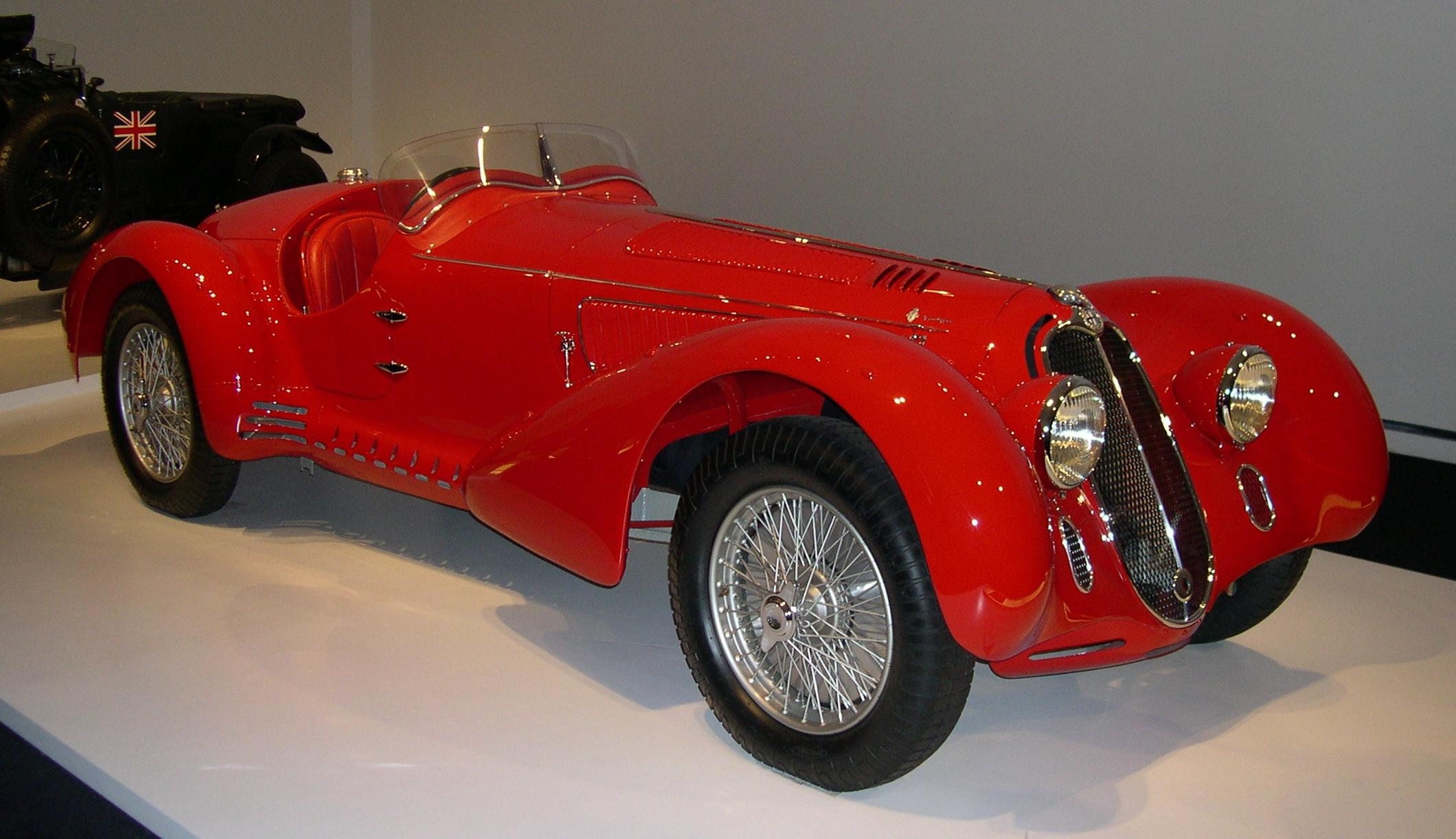
アルファロメオ・8C2900

※この間、第二次世界大戦により、世界的にモータースポーツ興行が中断。
- フェラーリ・166MM (1948 - 1953)
- ジャガー・XK120C (1951 - 1953)

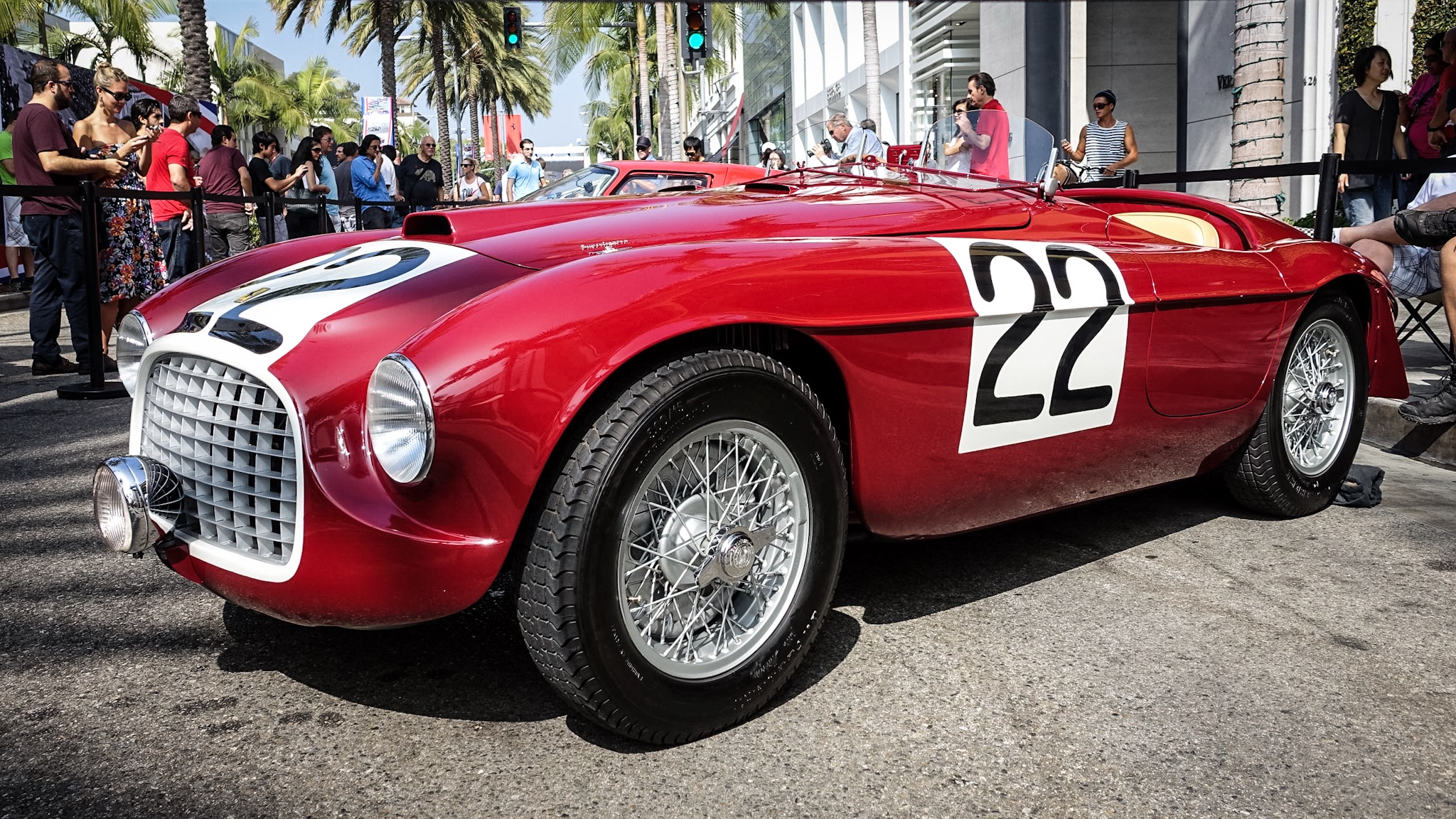
フェラーリ・166MM
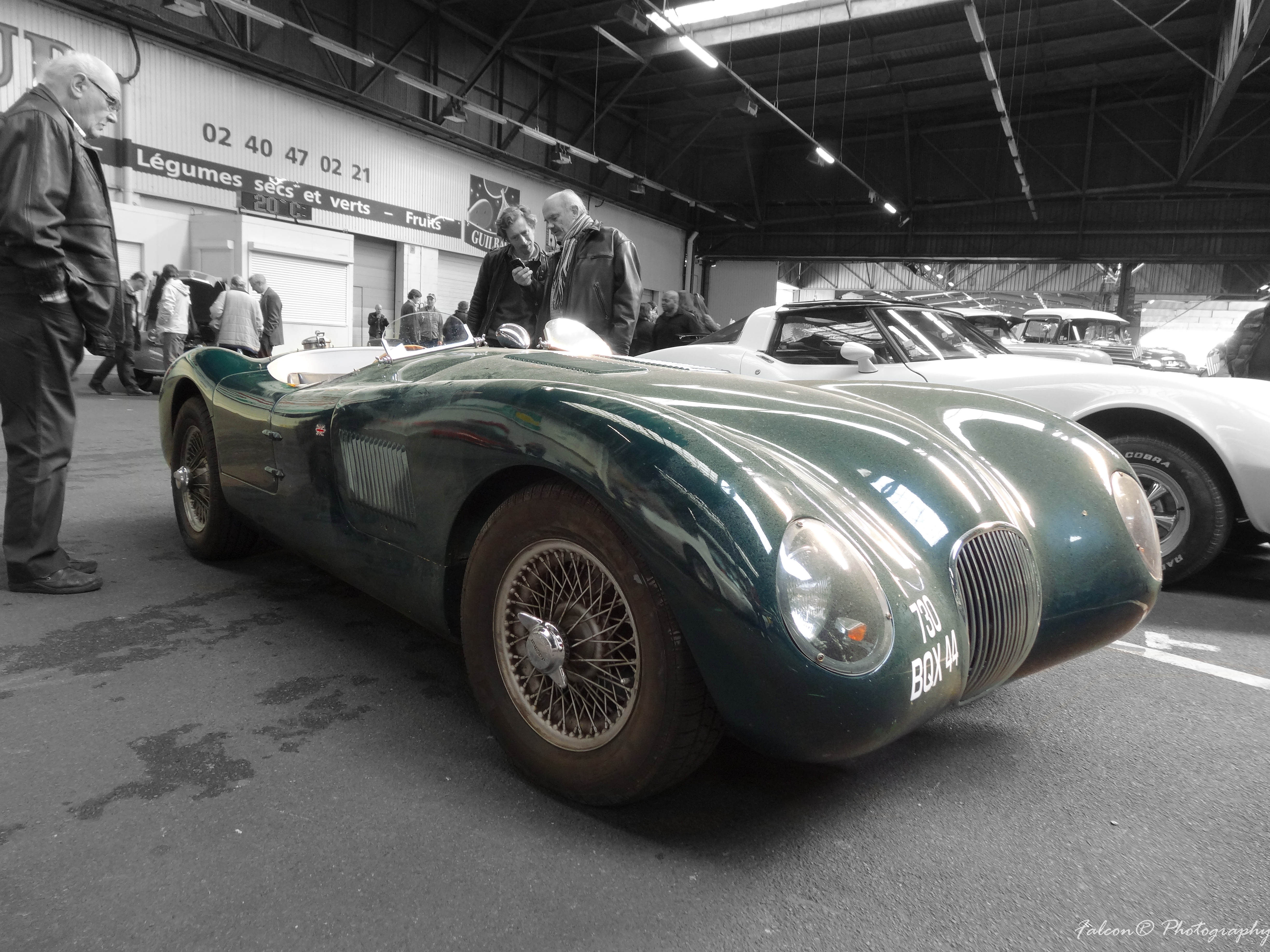
ジャガー・XK120C

### 1953年から1992年
国際自動車連盟主催選手権を獲得した製造者による同年のル・マン24時間に優勝した型式、および欧州ヒルクライム選手権を3年以上連続で獲得した型式。
- フェラーリ・375プラス (1954)
- アストンマーティン・DBR1 (1956 - 1959)
- フェラーリ・TR (1957 - 1962)
- ポルシェ・718 (1957 - 1964)
- フェラーリ・P (1963 - 1967)
- フェラーリ・250LM (1963年製造開始※製造者自身の運用なし)
- フォード・GT (1964 - 1969)
- ポルシェ・カレラ6 (1966 - 1968)
- フォード・マークIV (1967)
- ポルシェ・917 (1969 - 1971)
- マトラシムカ・MS670 (1972 - 1974)

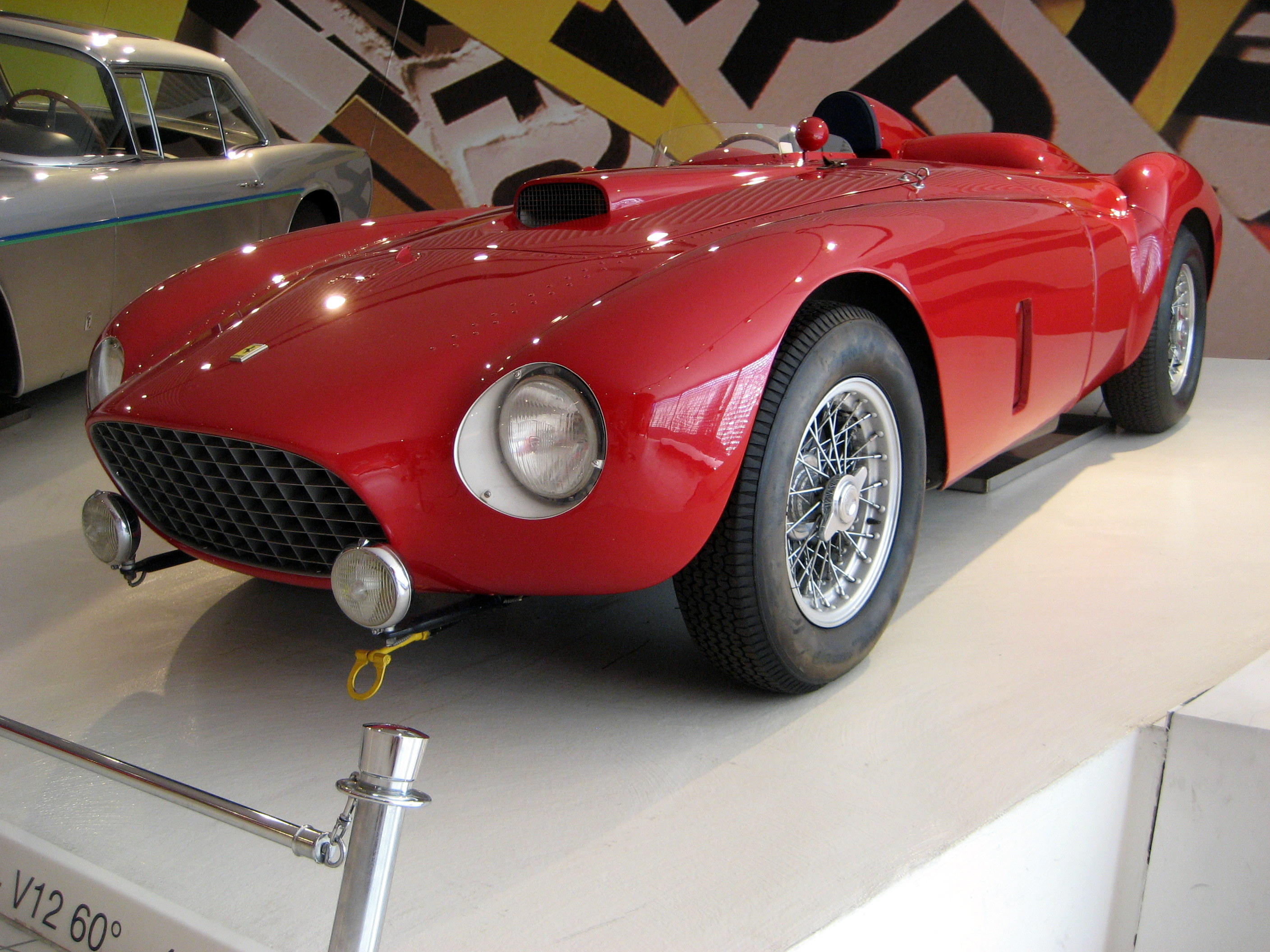
フェラーリ・375プラス
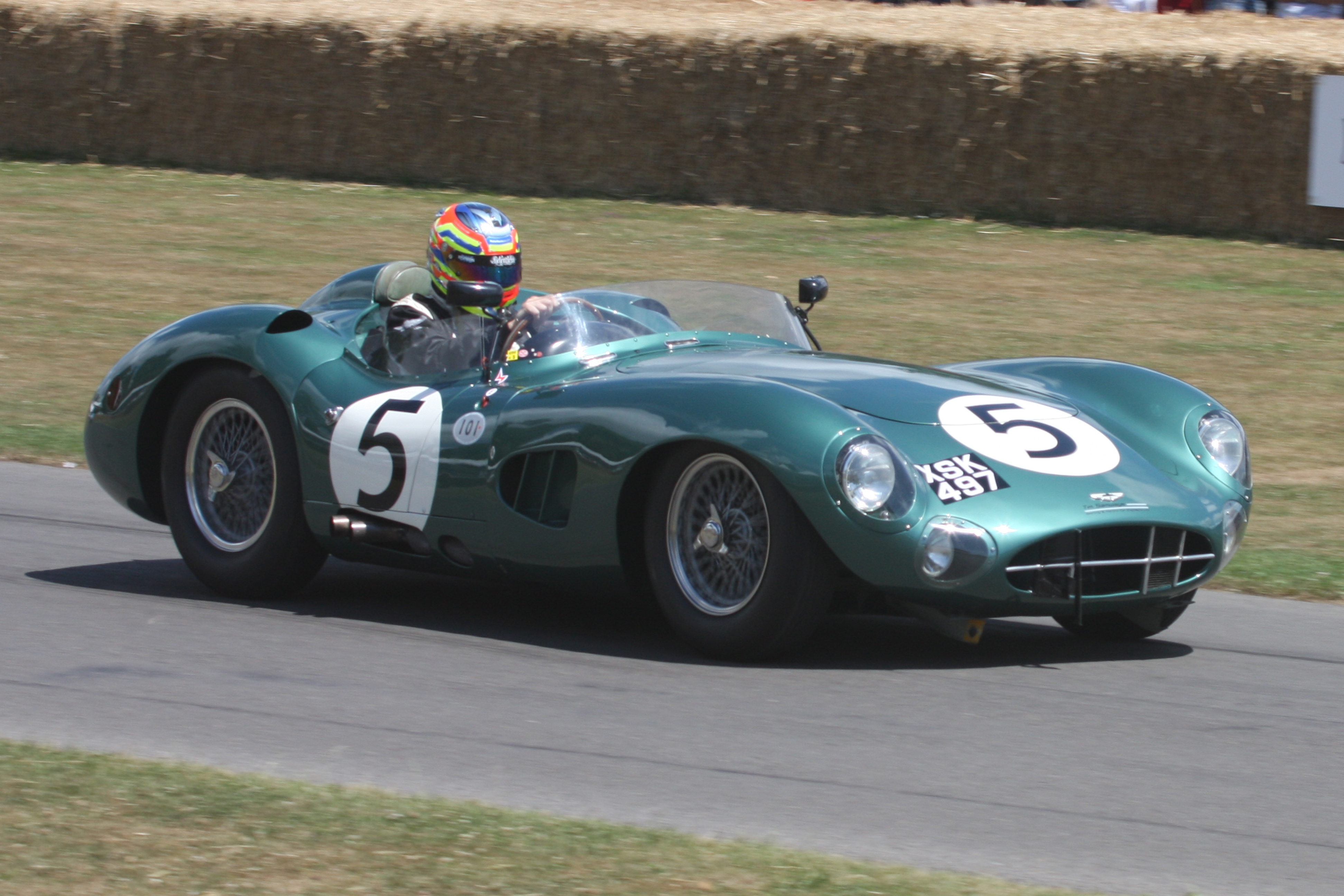
アストンマーティン・DBR1
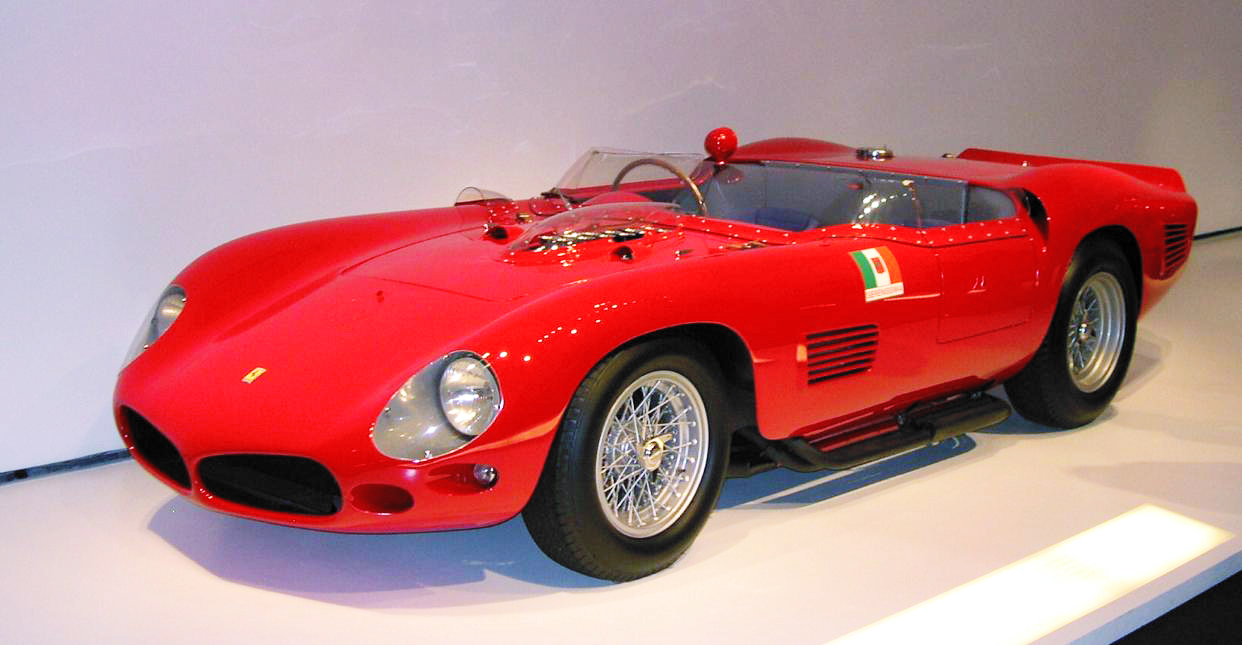
フェラーリ・250TR61
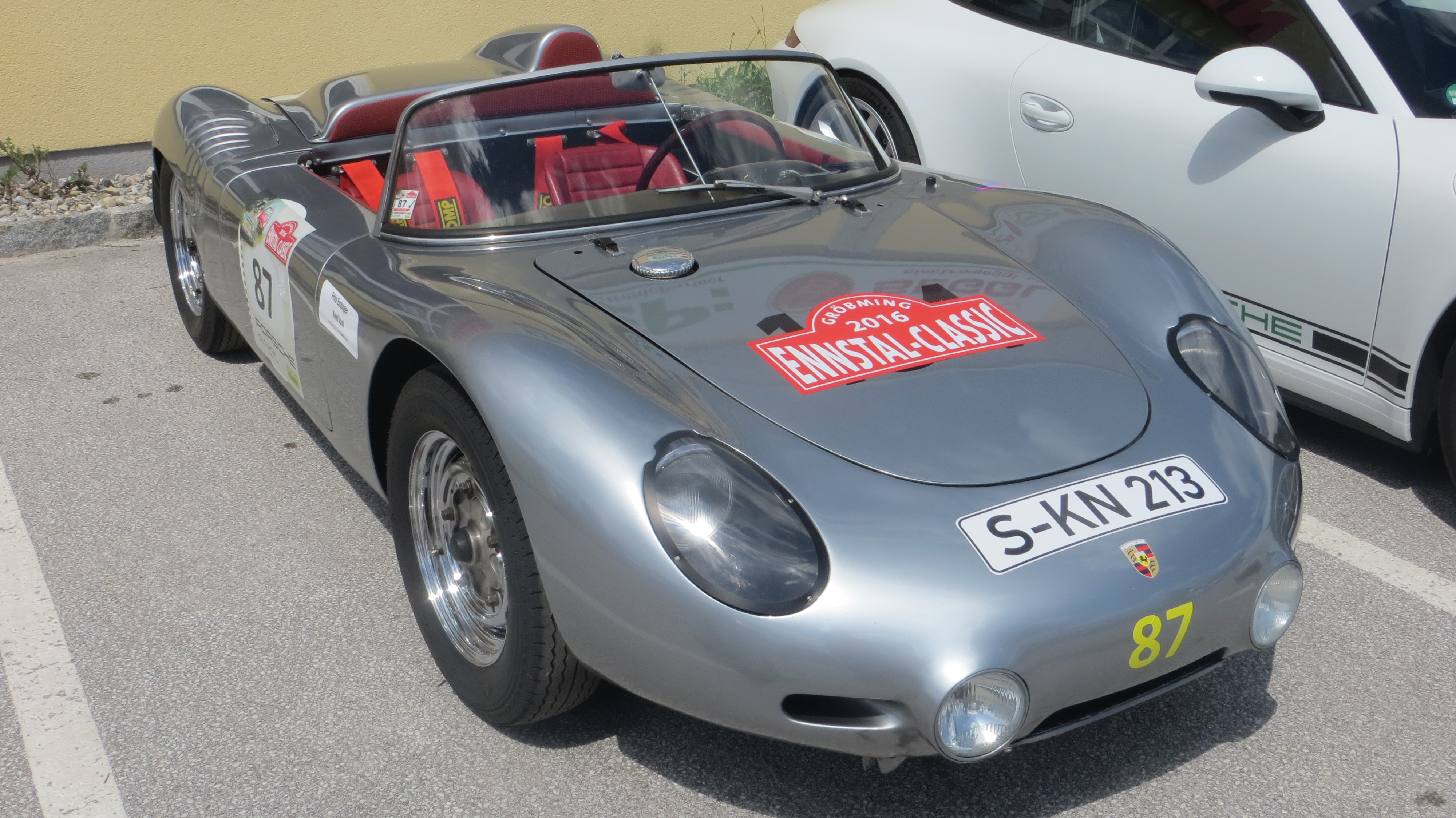
ポルシェ・718RSK
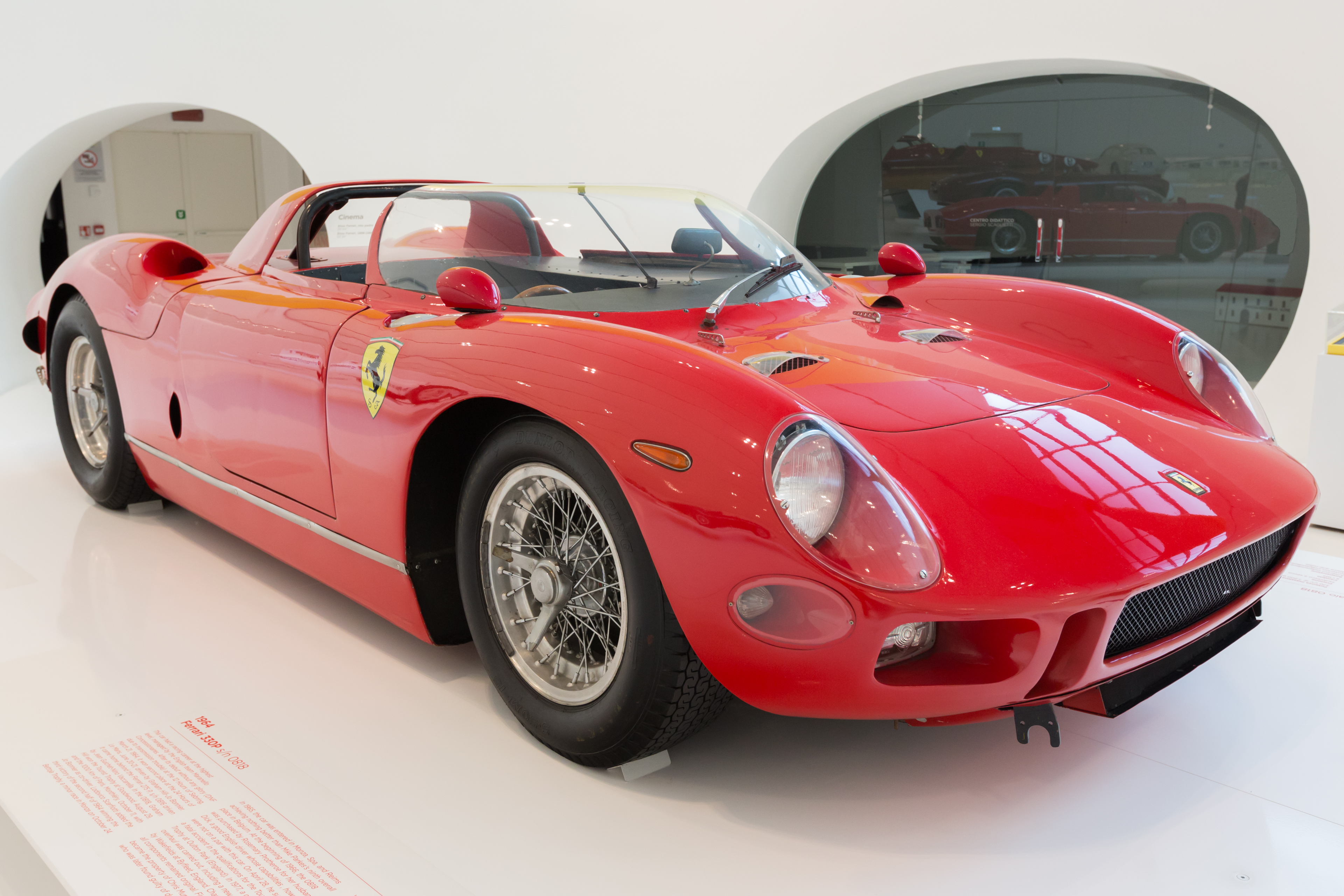
フェラーリ・330P
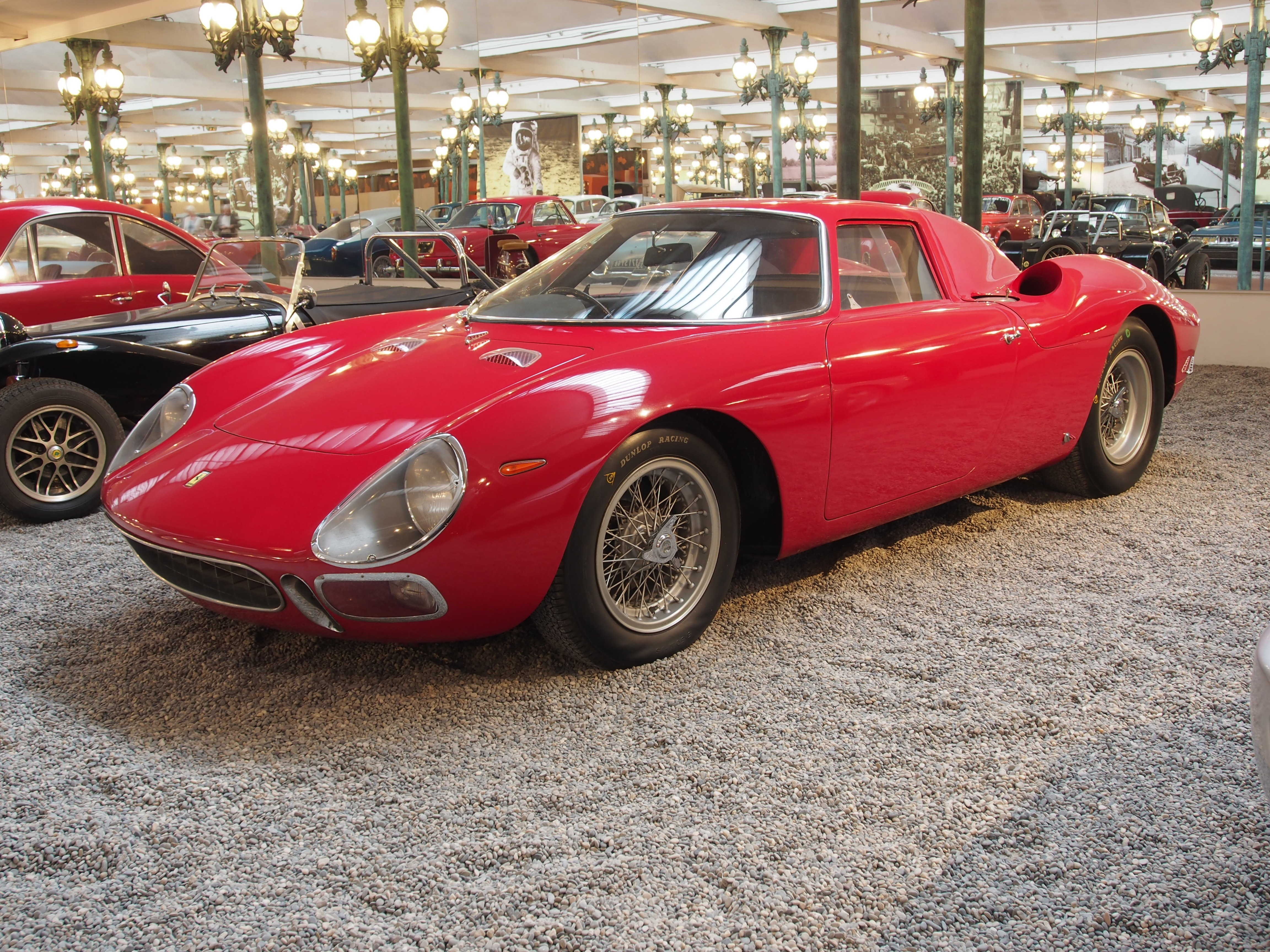
フェラーリ・250LM
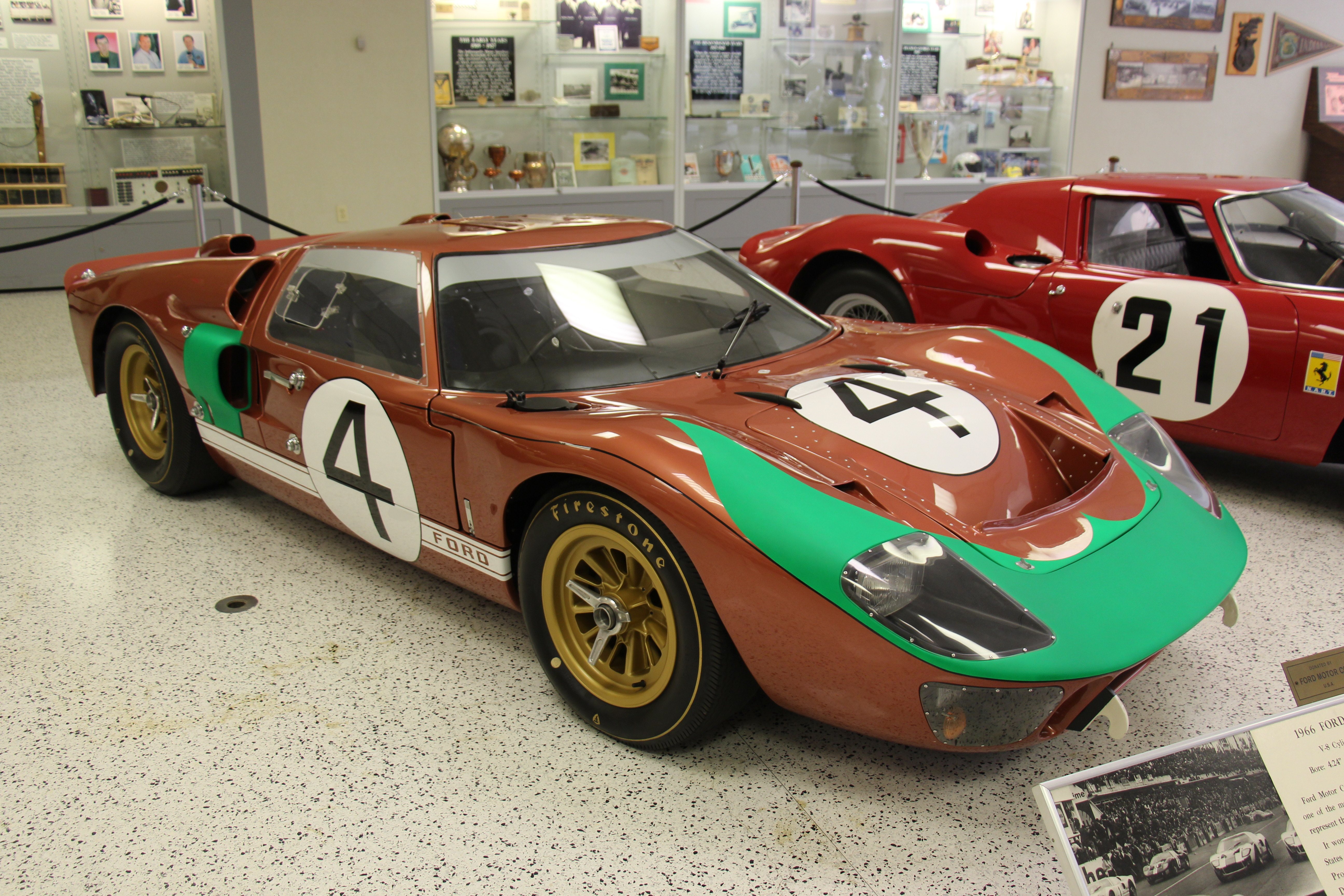
フォード・GTマークII
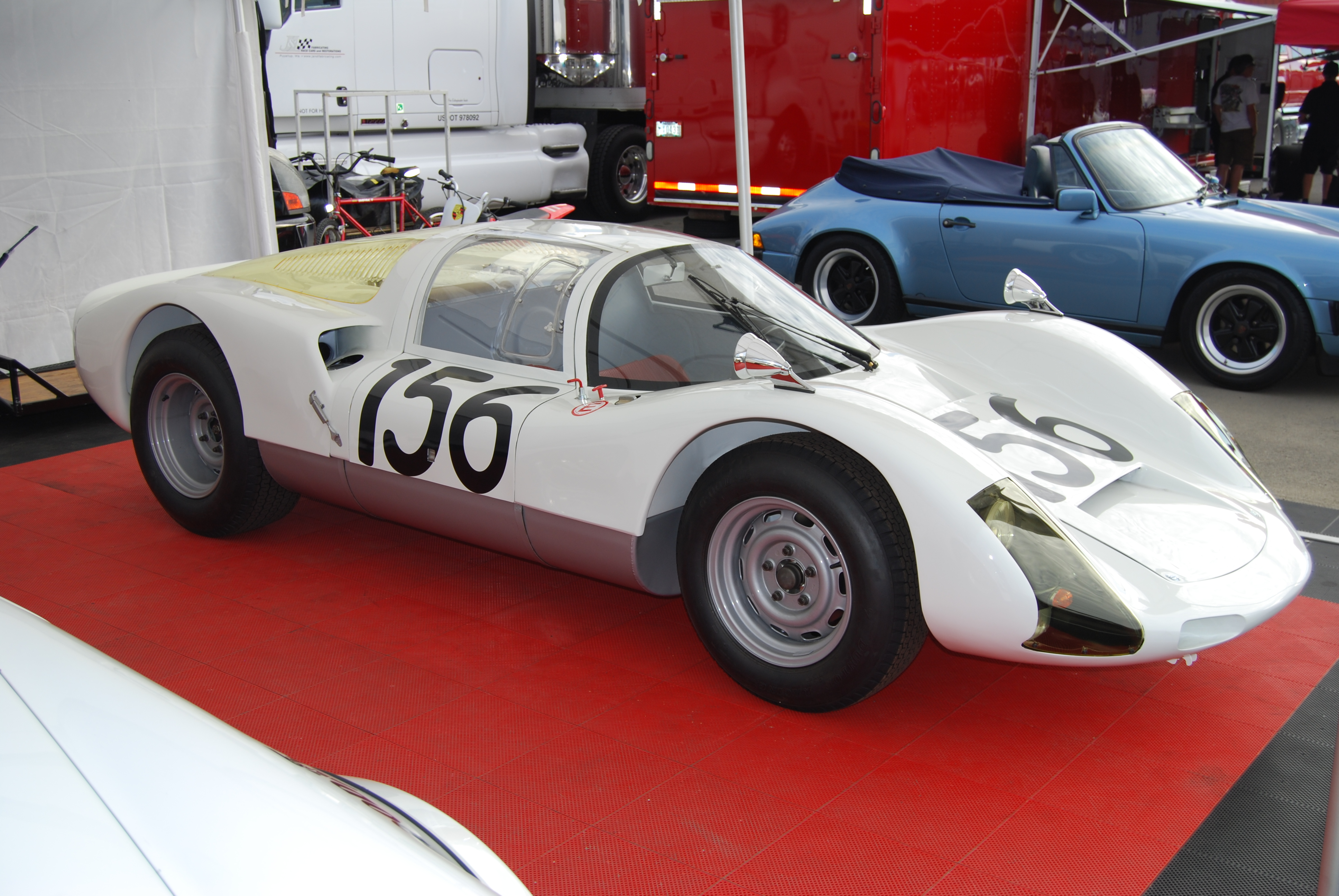
ポルシェ・カレラ6
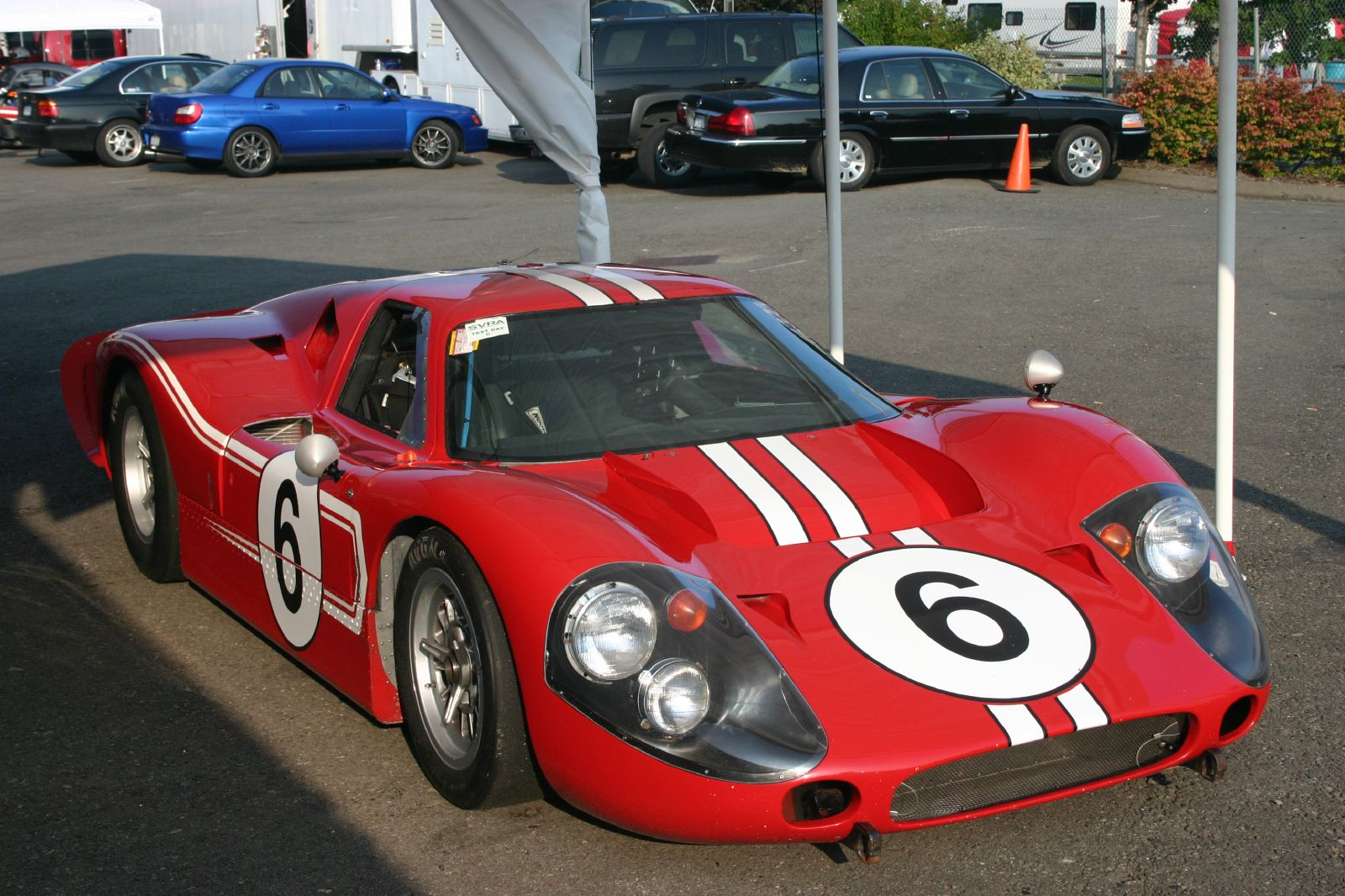
フォード・マークIV
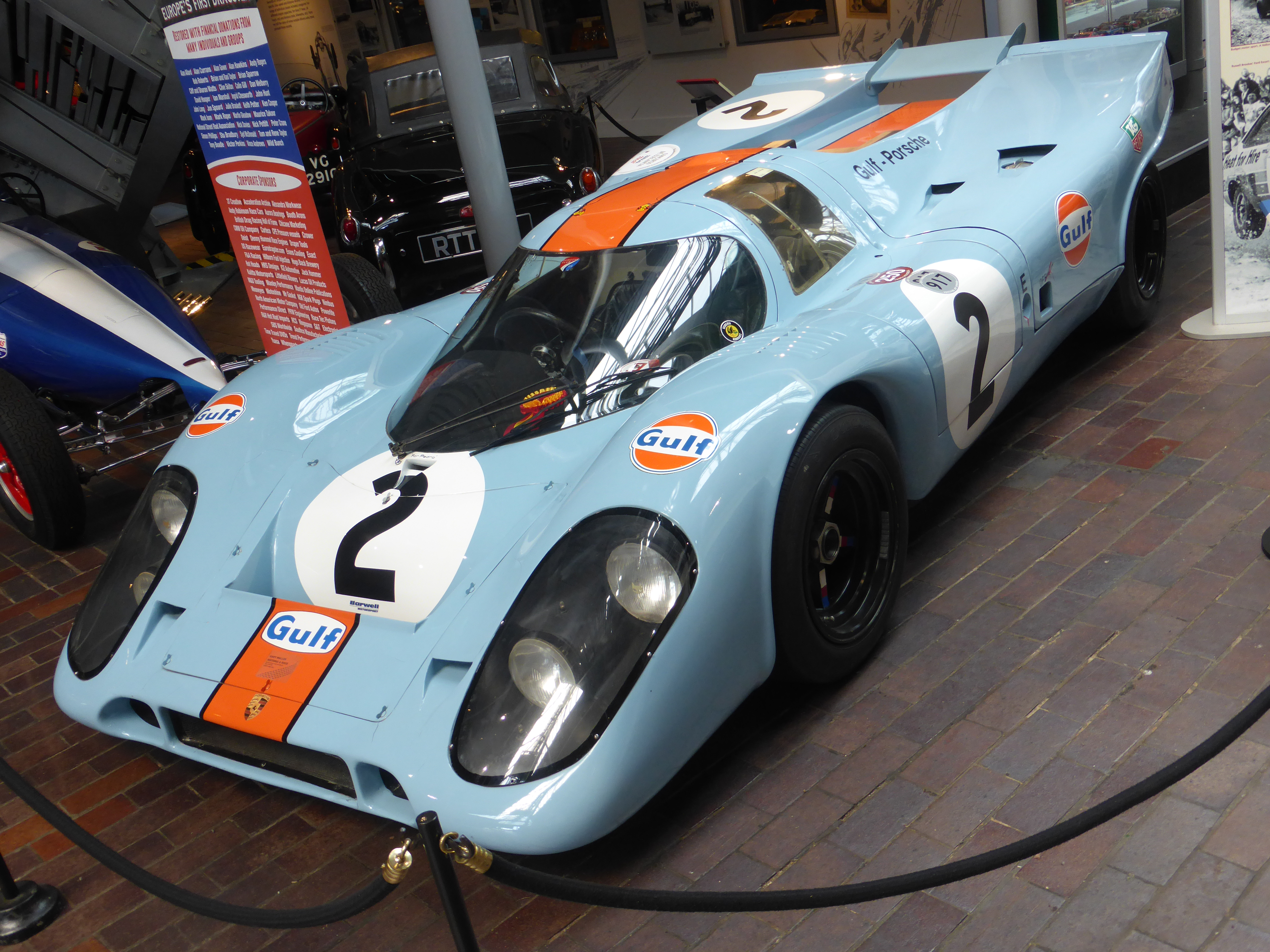
ポルシェ・917
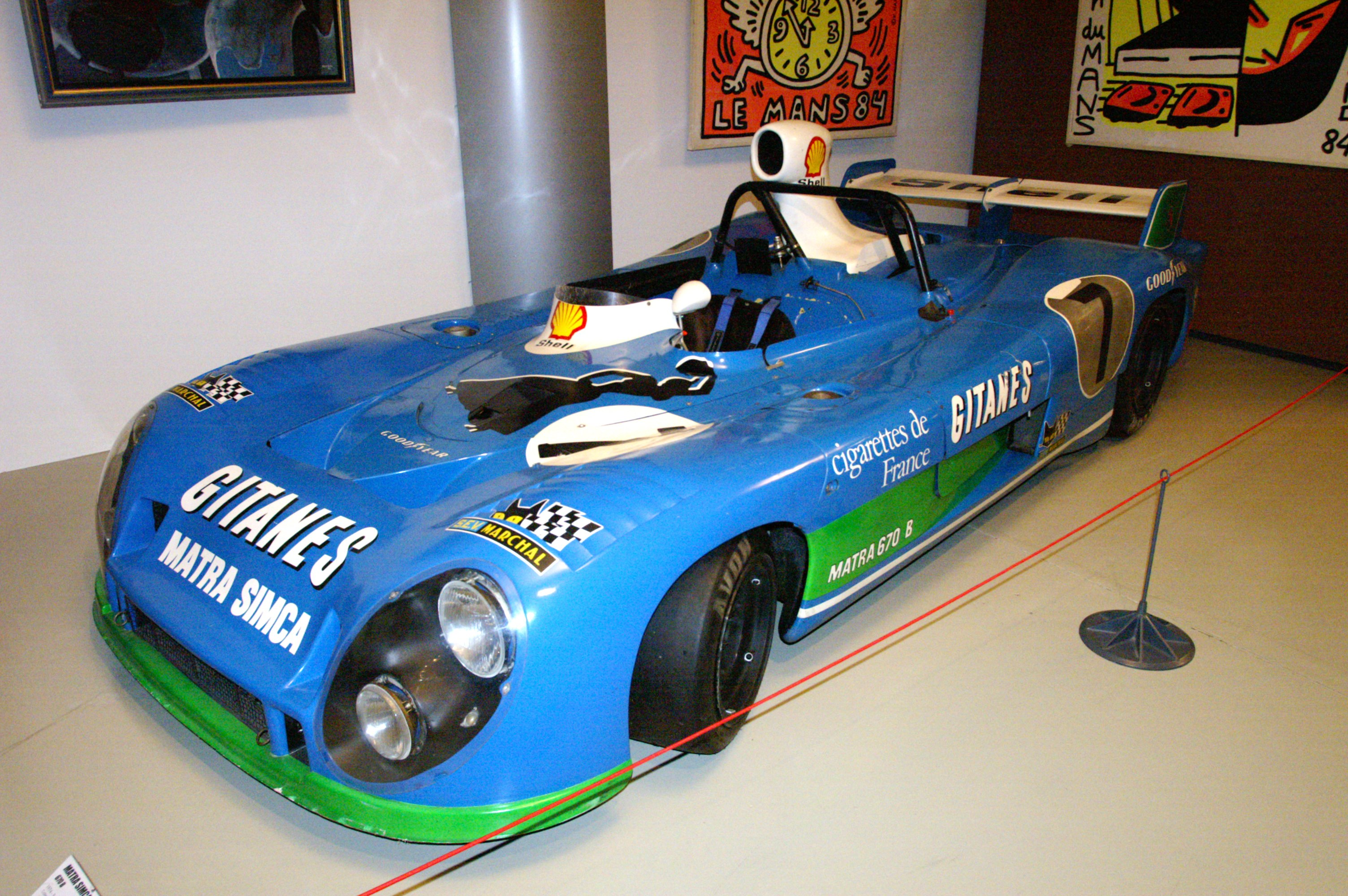
マトラシムカ・MS670B

※1976年から1981年まではスポーツカーが廃止されているため、代用された二座席レーシングカーを参照のこと。
- ポルシェ・956 (1982 - 1985)
- ポルシェ・962 (1986 - 1988)
- ザウバーメルセデス・C9 (1987 - 1990)
- ジャガー・XJR9 (1988 - 1989)
- プジョー・905 (1990 - 1992)

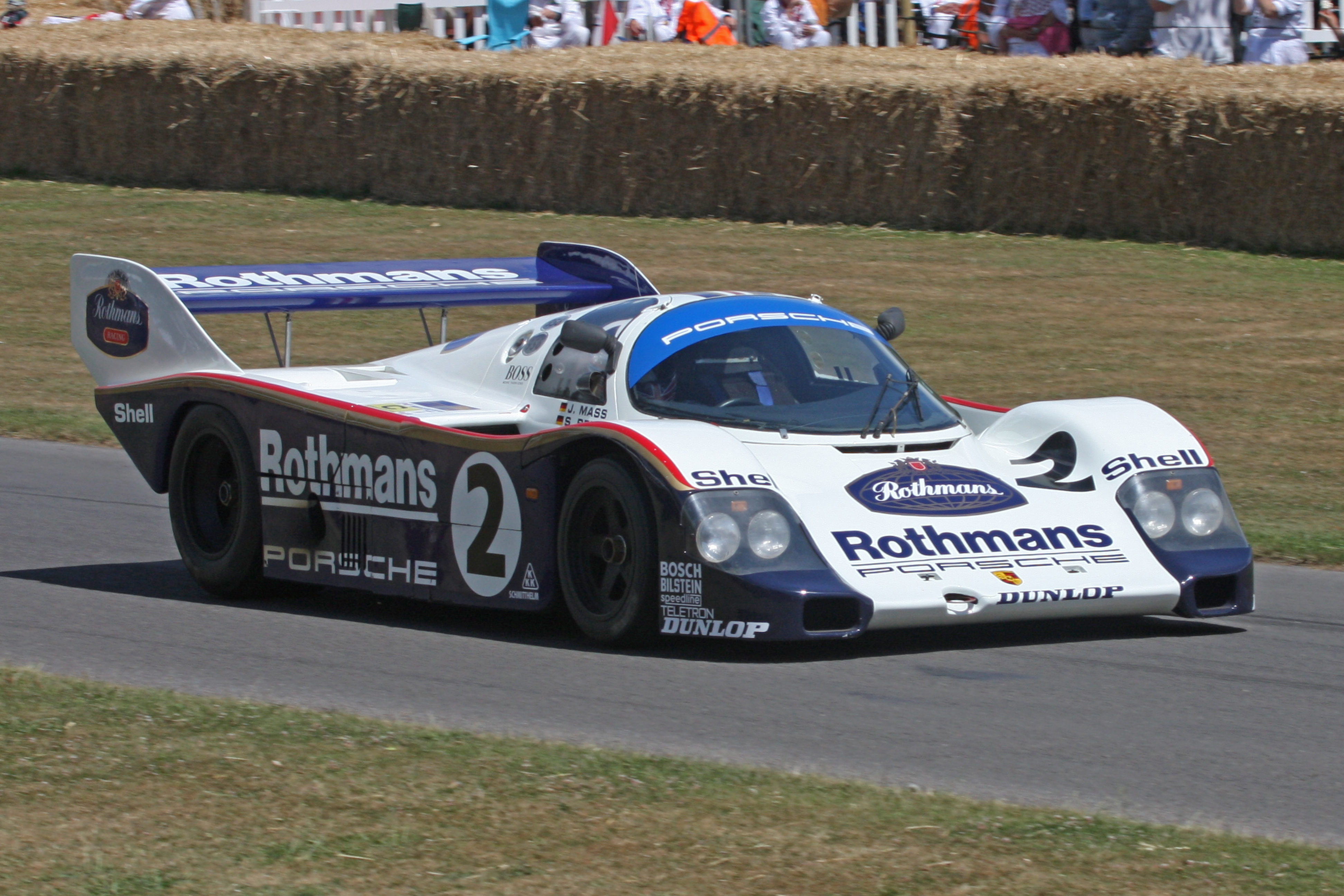
ポルシェ・956
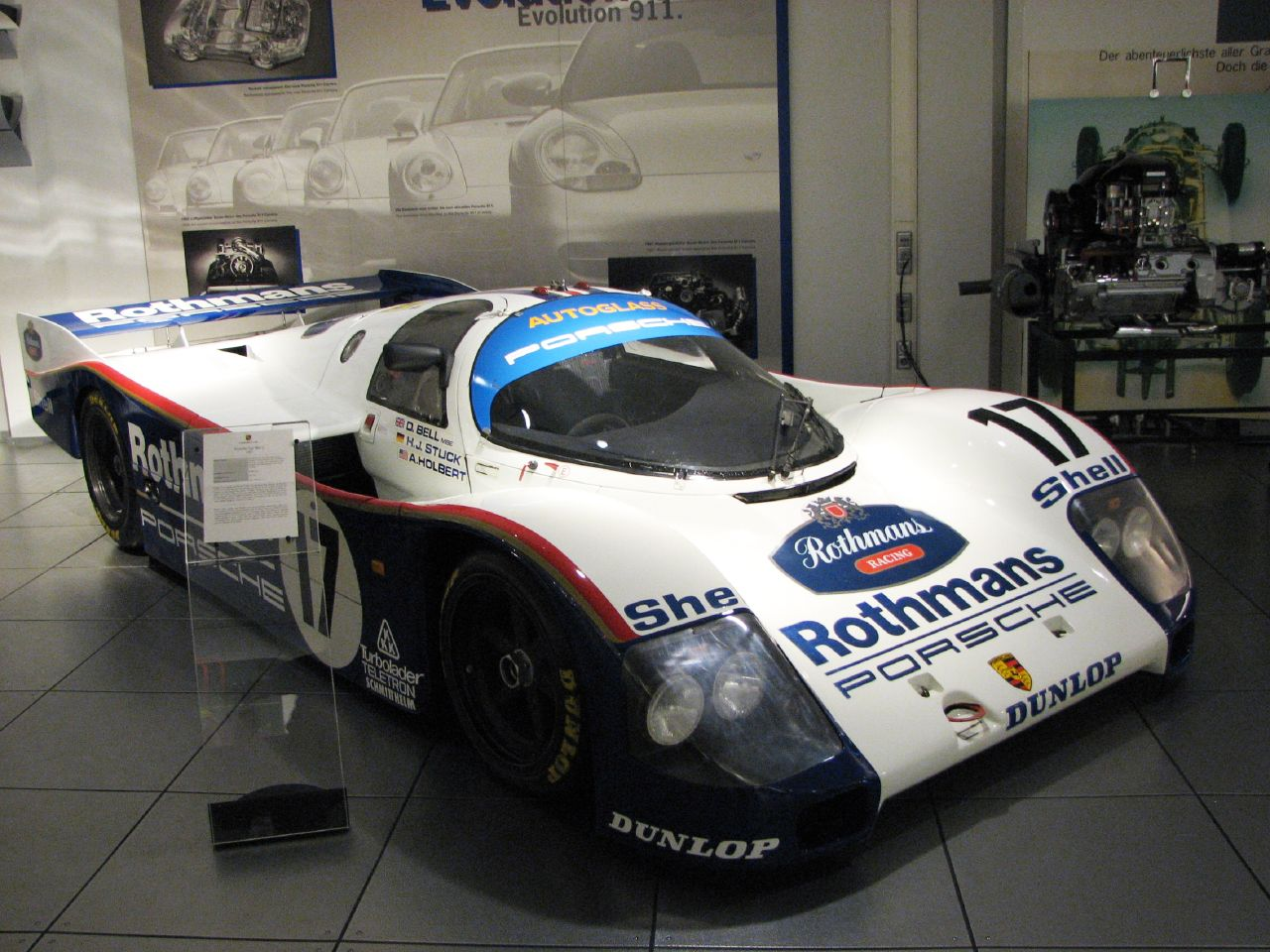
ポルシェ・962C
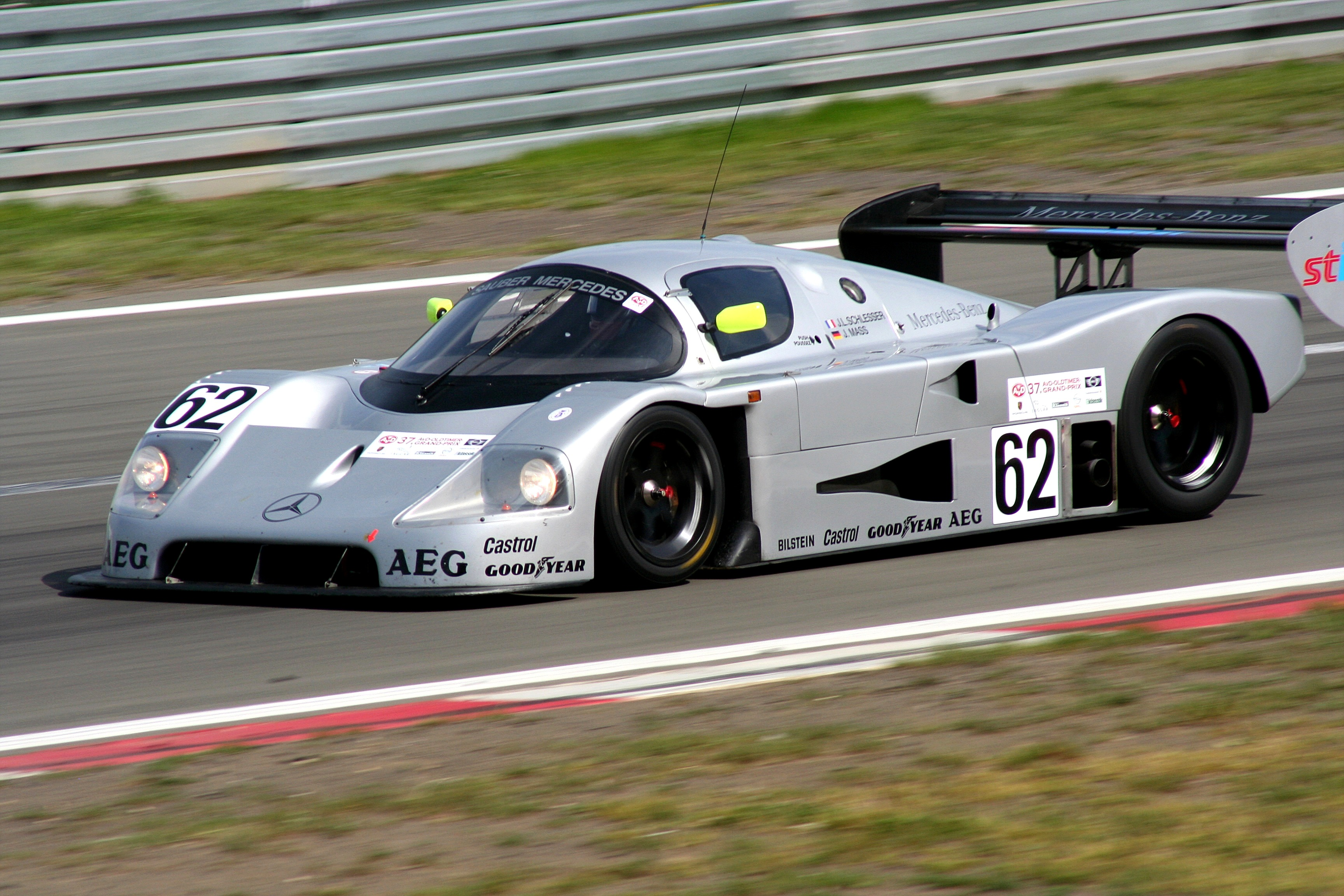
ザウバーメルセデス・C9
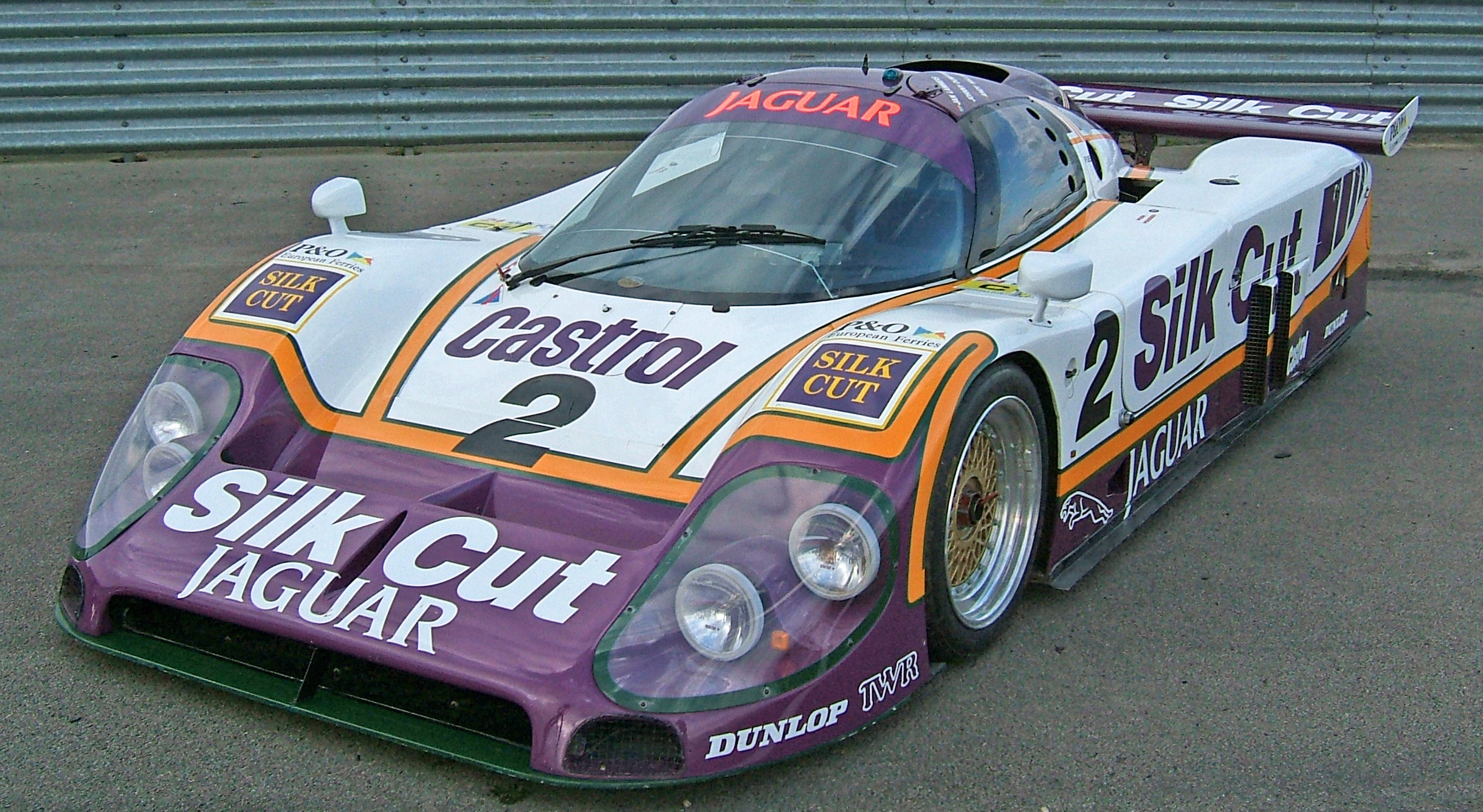
ジャガー・XJR-9
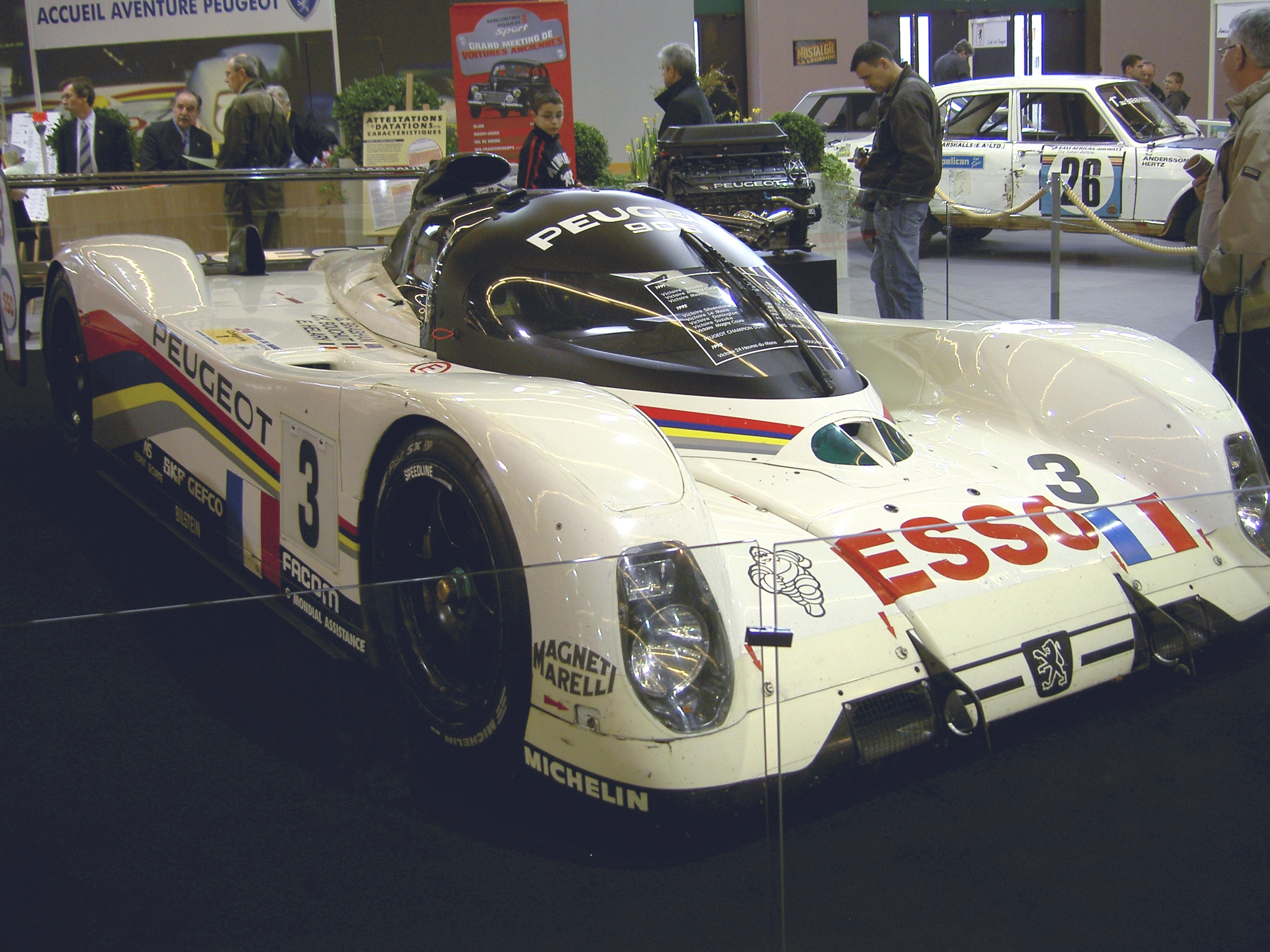
プジョー・905

### 1993年から2009年
国際自動車連盟主催選手権を獲得した製造者による同年ル・マン24時間に優勝した型式、および欧米両ル・マンシリーズを同年年間優勝した製造者による同年ル・マン24時間に優勝した型式、および欧州ヒルクライム選手権を3年以上連続で獲得した型式。
- オゼッラ・PA20 (1993年製造開始※製造者自身の運用なし)
- アウディ・R8 (1999 - 2005)
- アウディ・R10 (2006 - 2008)

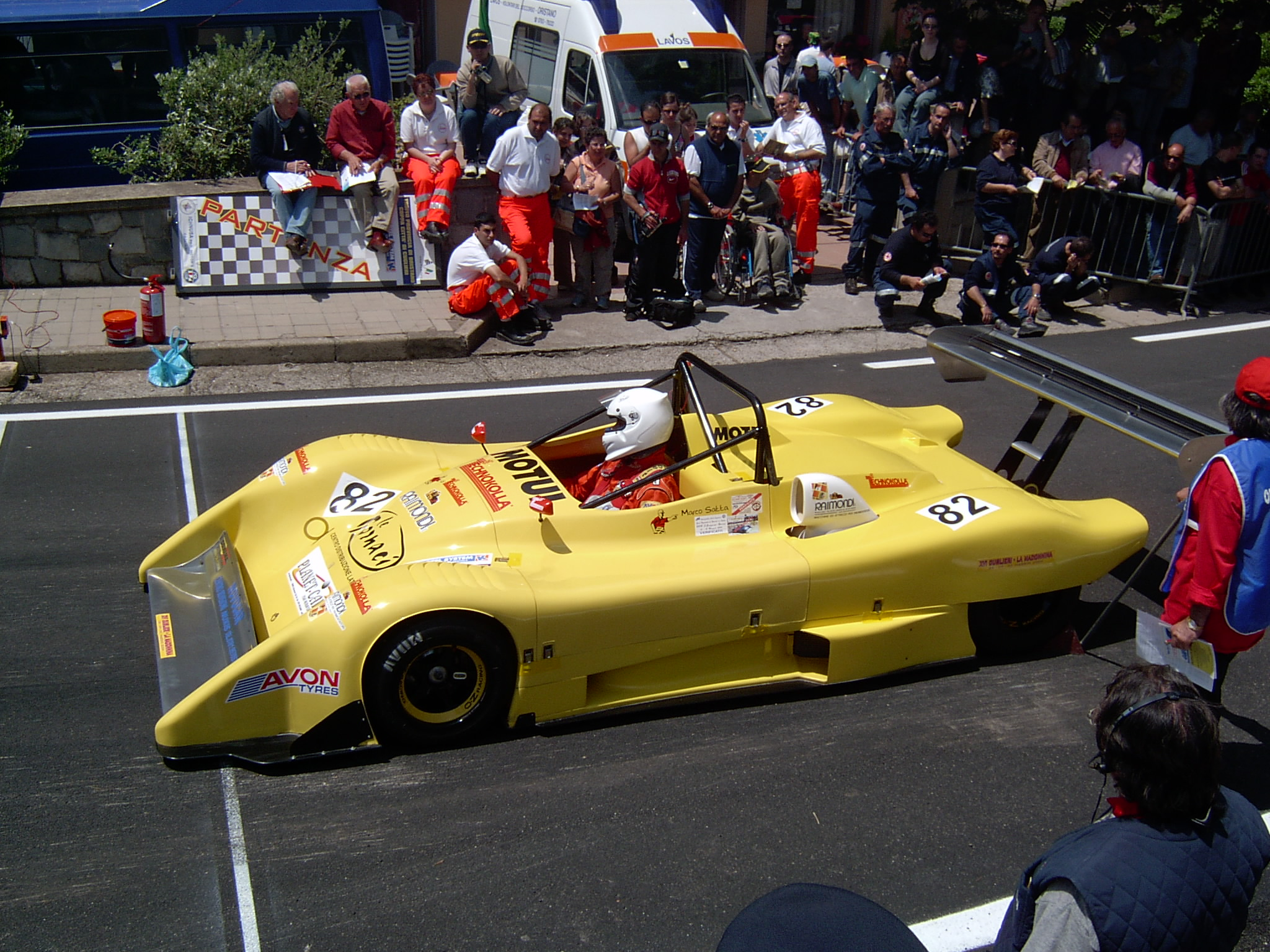
オゼッラ・PA20S
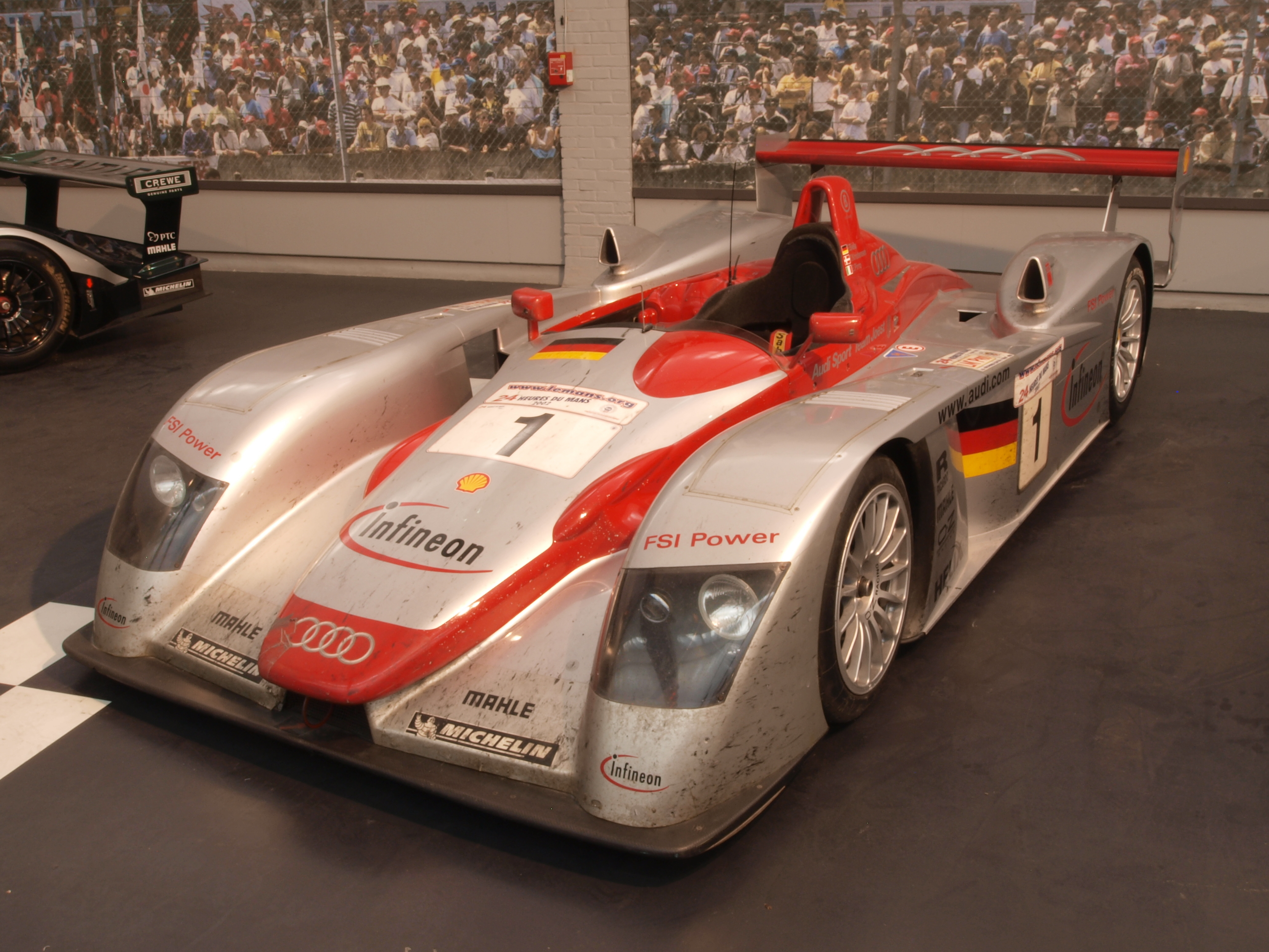
アウディ・R8
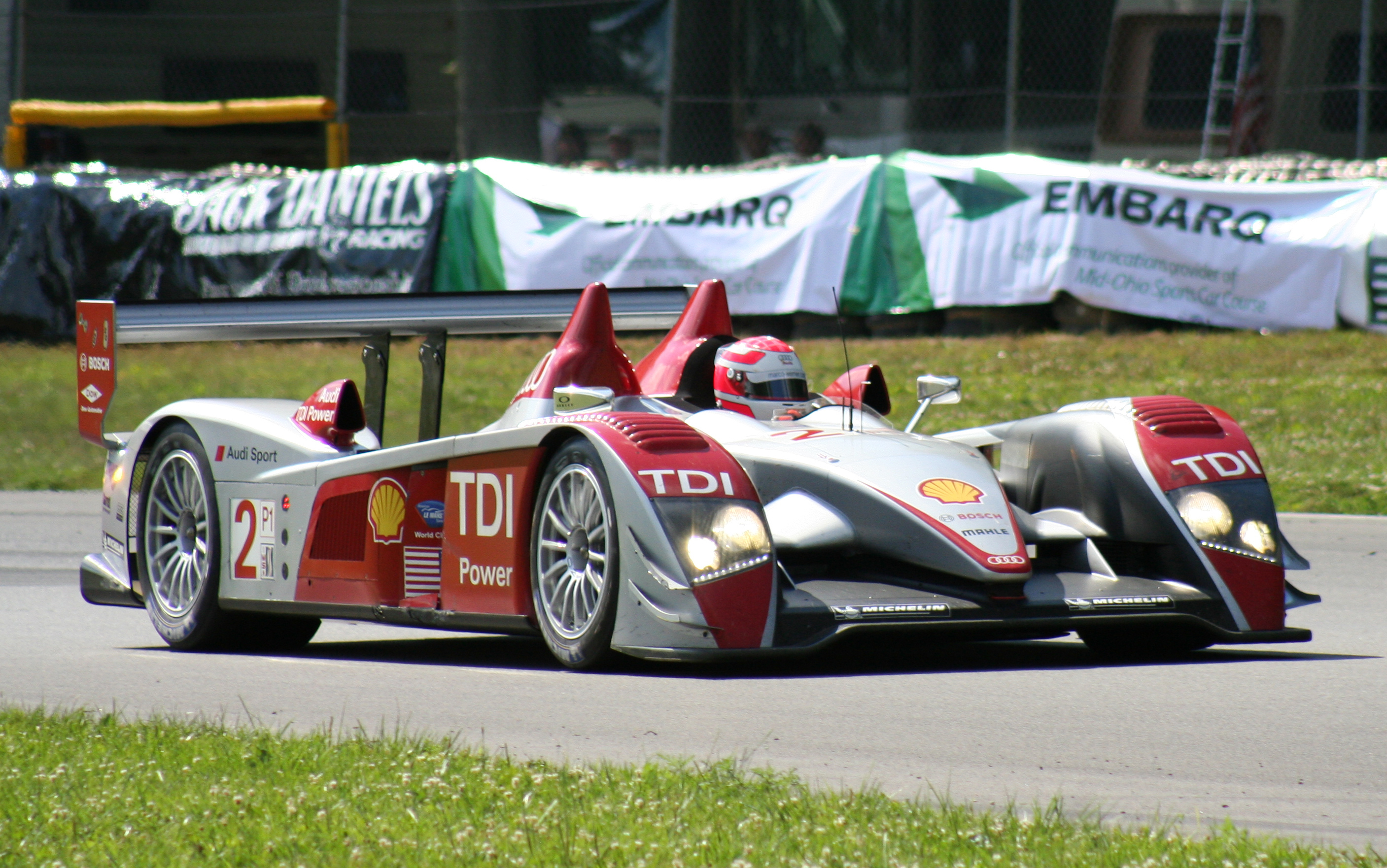
アウディ・R10TDI

### 2010年以降
インターコンチネンタル・ル・マン・カップとそれに続くFIA世界耐久選手権を獲得した製造者による同年ル・マン24時間に優勝した型式、および欧州ヒルクライム選手権を3年以上連続で獲得した型式。
- ノルマ・M20 (2011年製造開始※製造者自身の運用なし)
- アウディ・R18 (2011 - 2016)
- ポルシェ・919 (2014 - 2017)
- トヨタ・TS050 HYBRID (2016 -2020)
- トヨタ・GR010 HYBRID (2021 -)

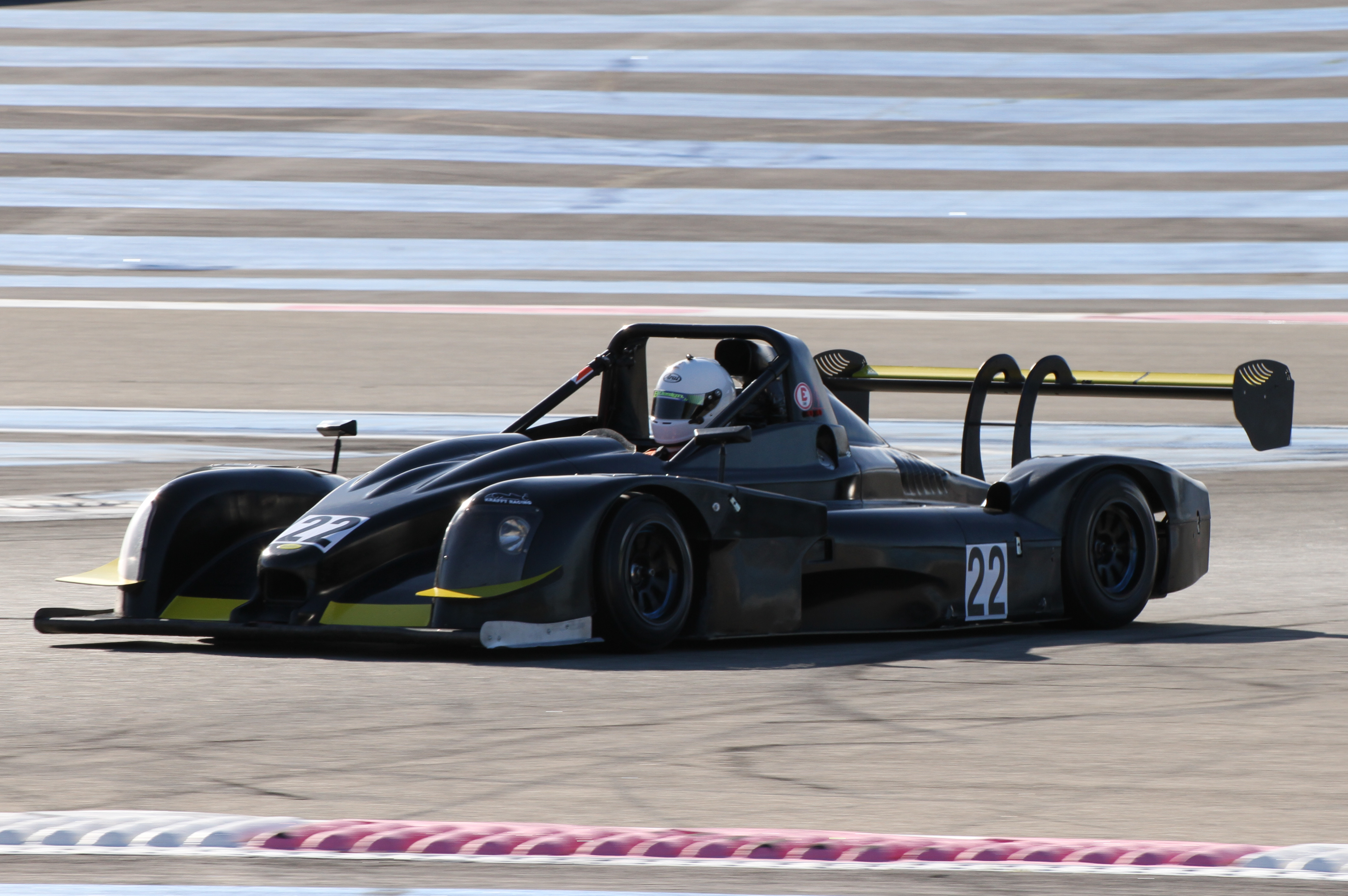
ノルマ・M20FC
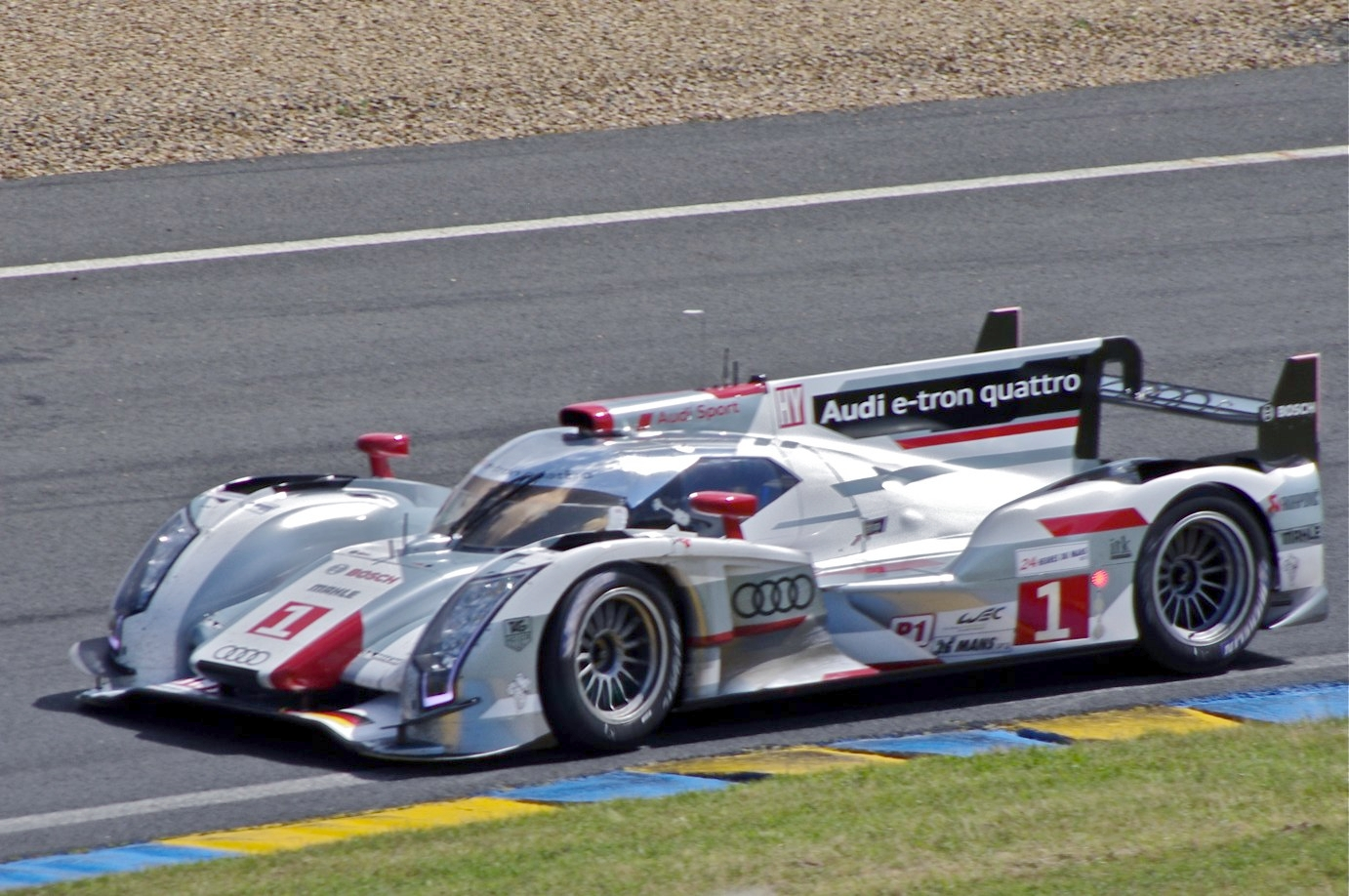
アウディ・R18e-tronクワトロ
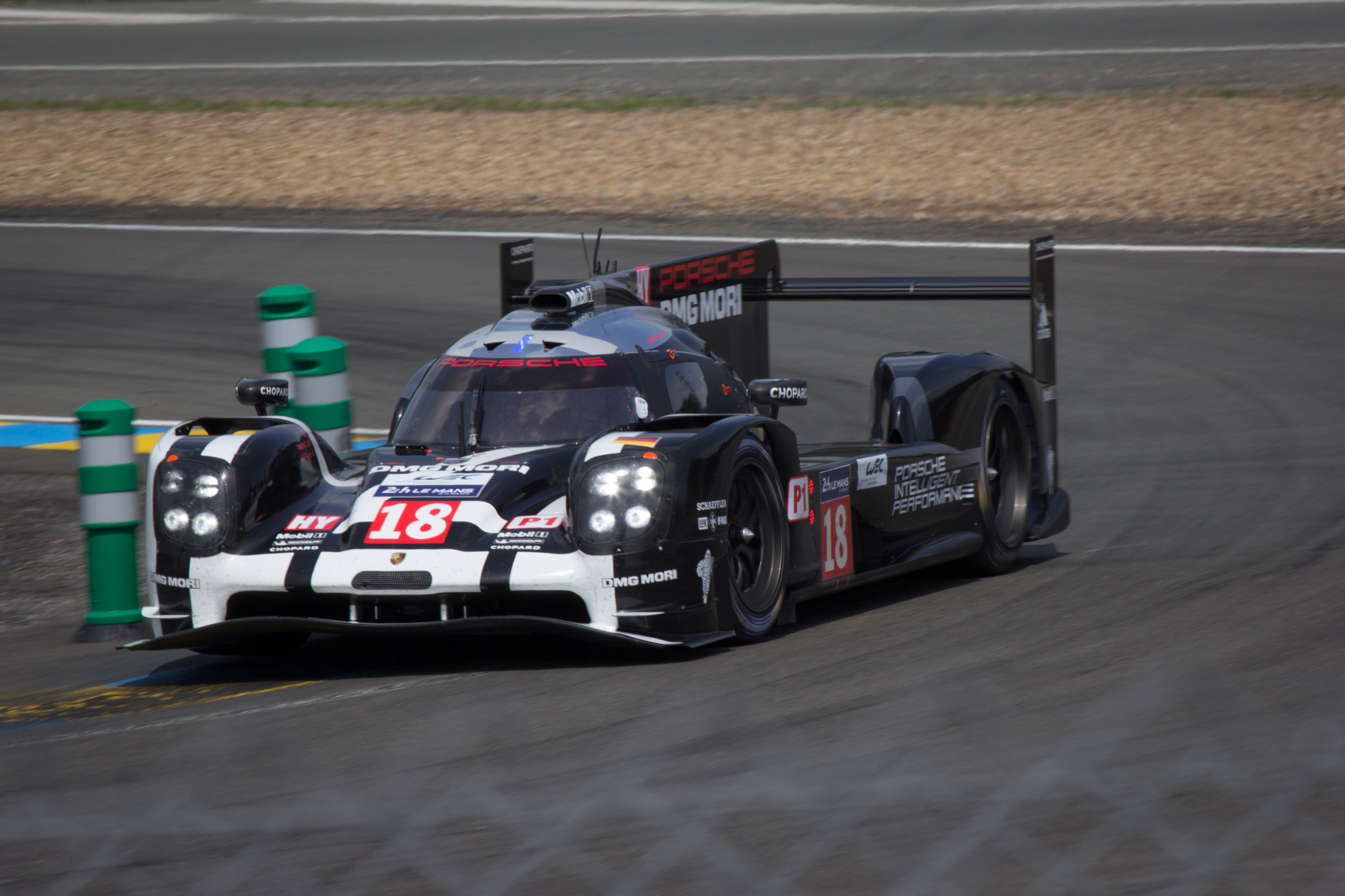
ポルシェ・919ハイブリッド
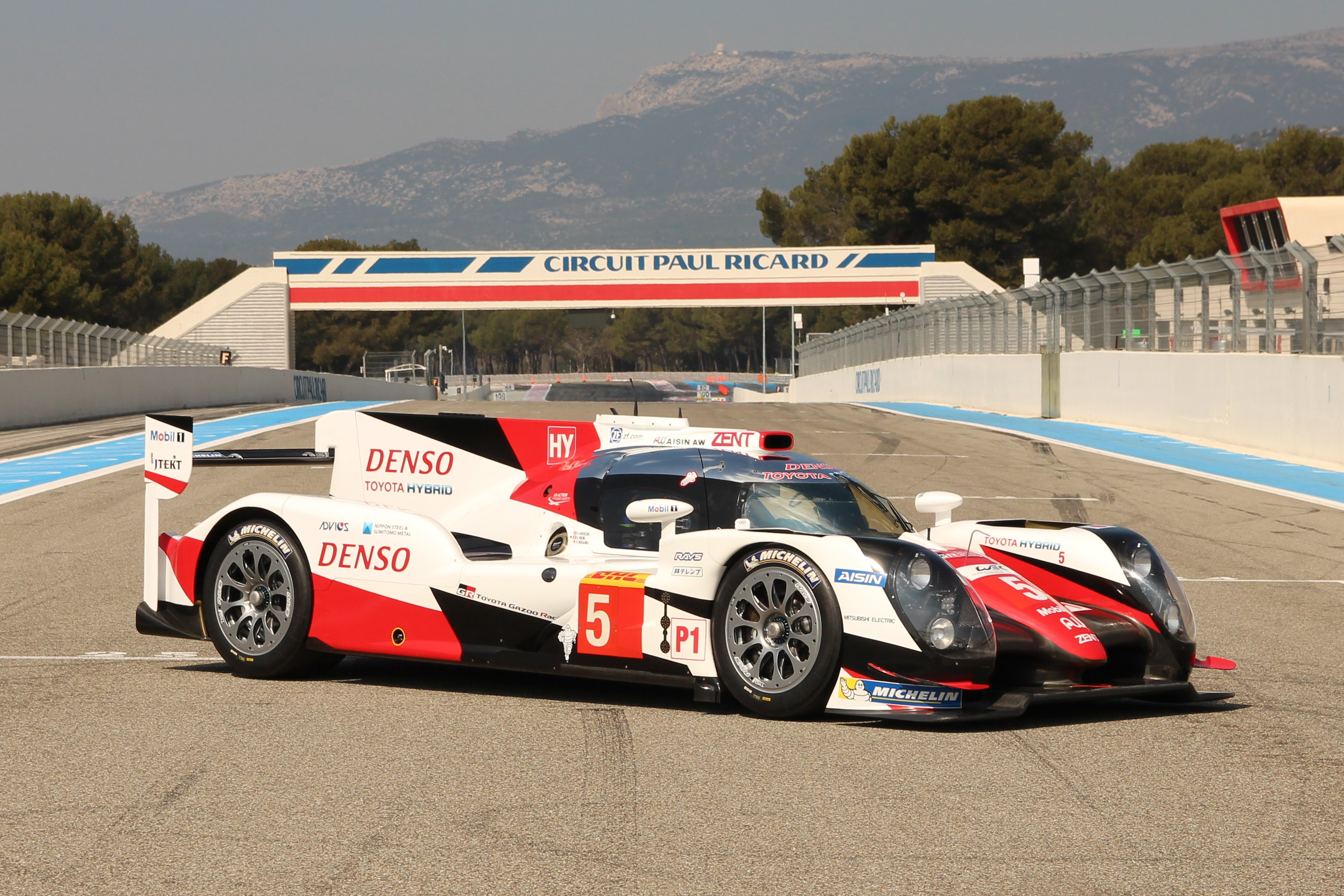
トヨタ・TS050ハイブリッド
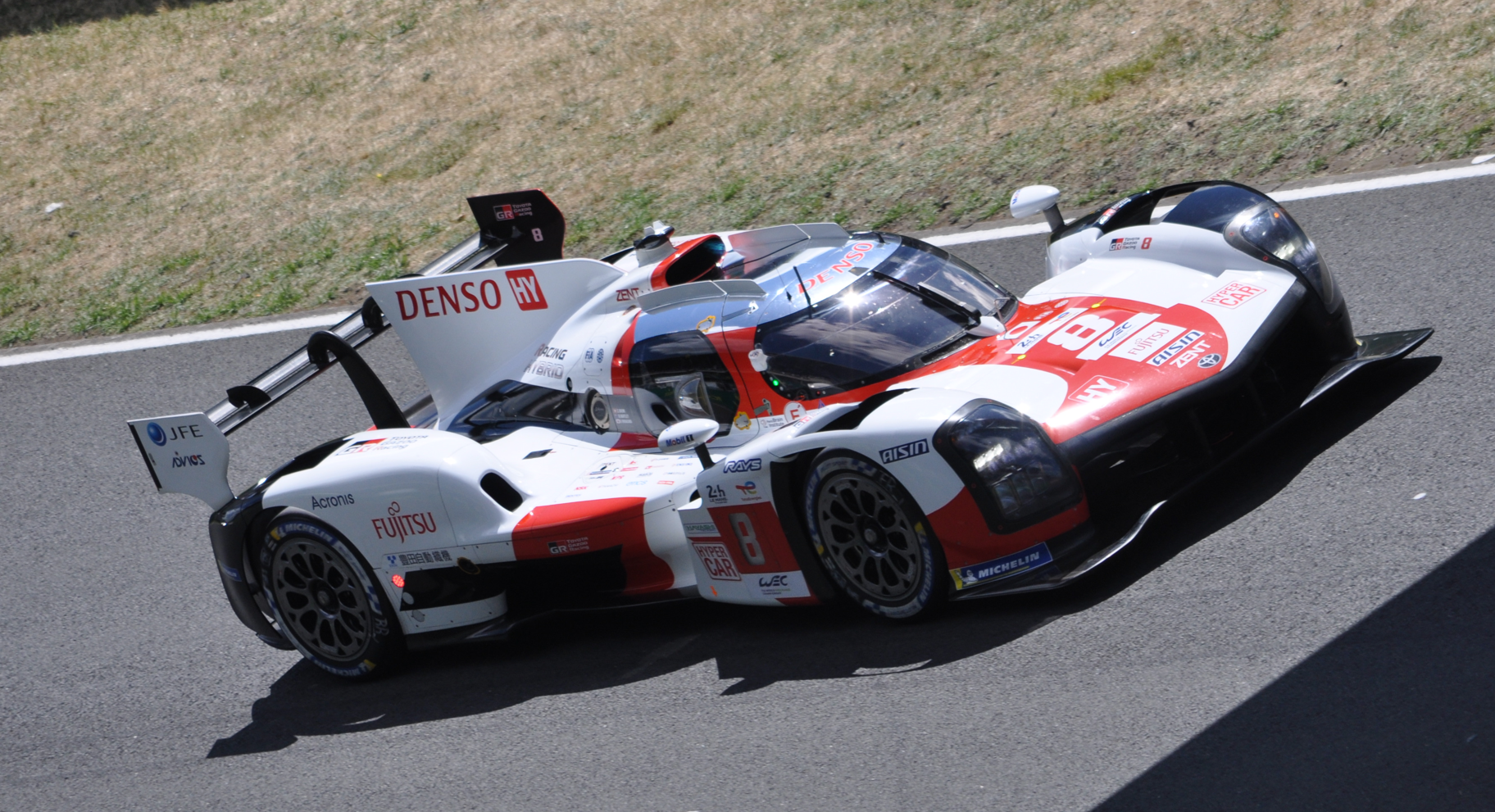
トヨタ・GR010ハイブリッド

## 日本の代表的なスポーツカー
※括弧書きは製造者自身の競技運用年
※画像は年式やエンジン排気量が優勝車と異なる場合がある。
日本の製造者メイクを有する型式から、国際自動車連盟主管レースに総合優勝したことがある型式、または各国のシリーズ戦に年間総合優勝したことのある製造者の当時運用していた型式。
- プリンス・R380 (1966 - 1970 ※1967以降はニッサン・R380)
- ニッサン・GTPZX-T (1988 - 1990)
- ニッサン・R90CP (1990)
- マツダ・787 (1990 - 1991)
- ニッサン・NPT91 (1990 - 1992)
- ニッサン・R91CP (1991)
- トヨタイーグル・マークIII (1991 - 1993)
- トヨタ・TS010 (1991 - 1993)
- ニッサン・R92CP (1992)
- 童夢・S101 (2001 - 2007)
- トヨタ・TS030 (2012 - 2013)
- トヨタ・TS040 HYBRID (2014 - 2015)

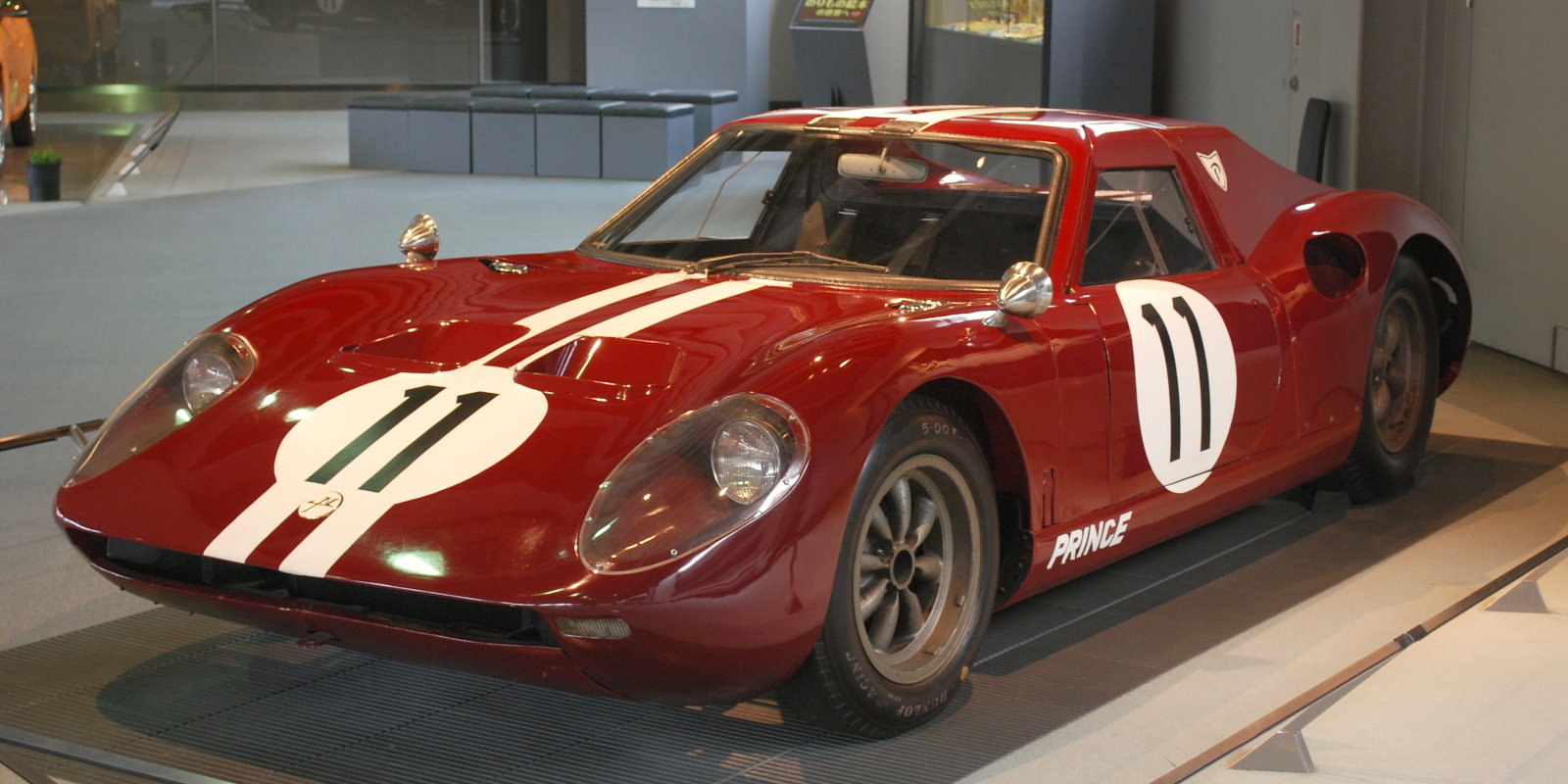
プリンス・R380A-I
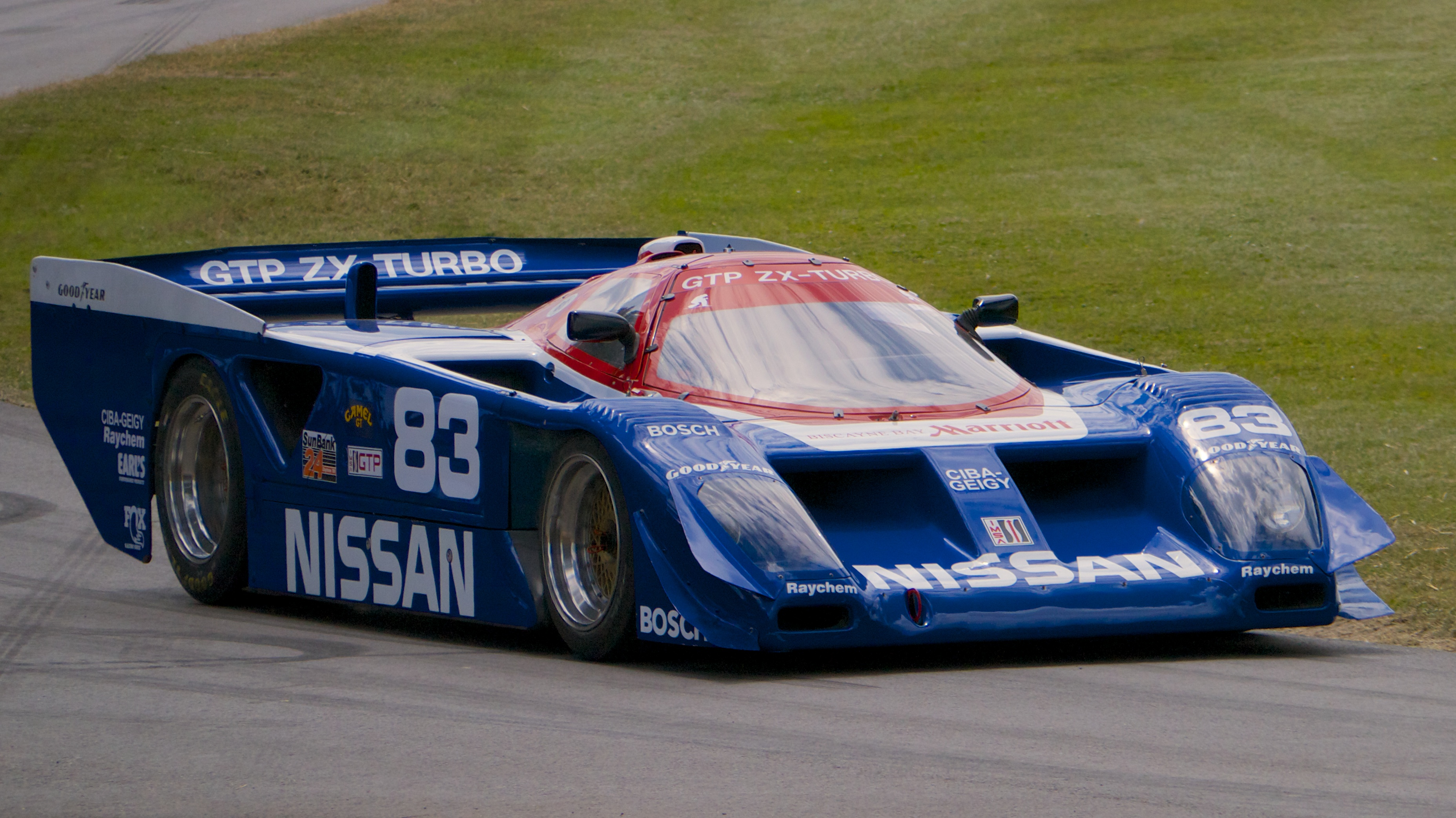
ニッサン・GTPZX-T
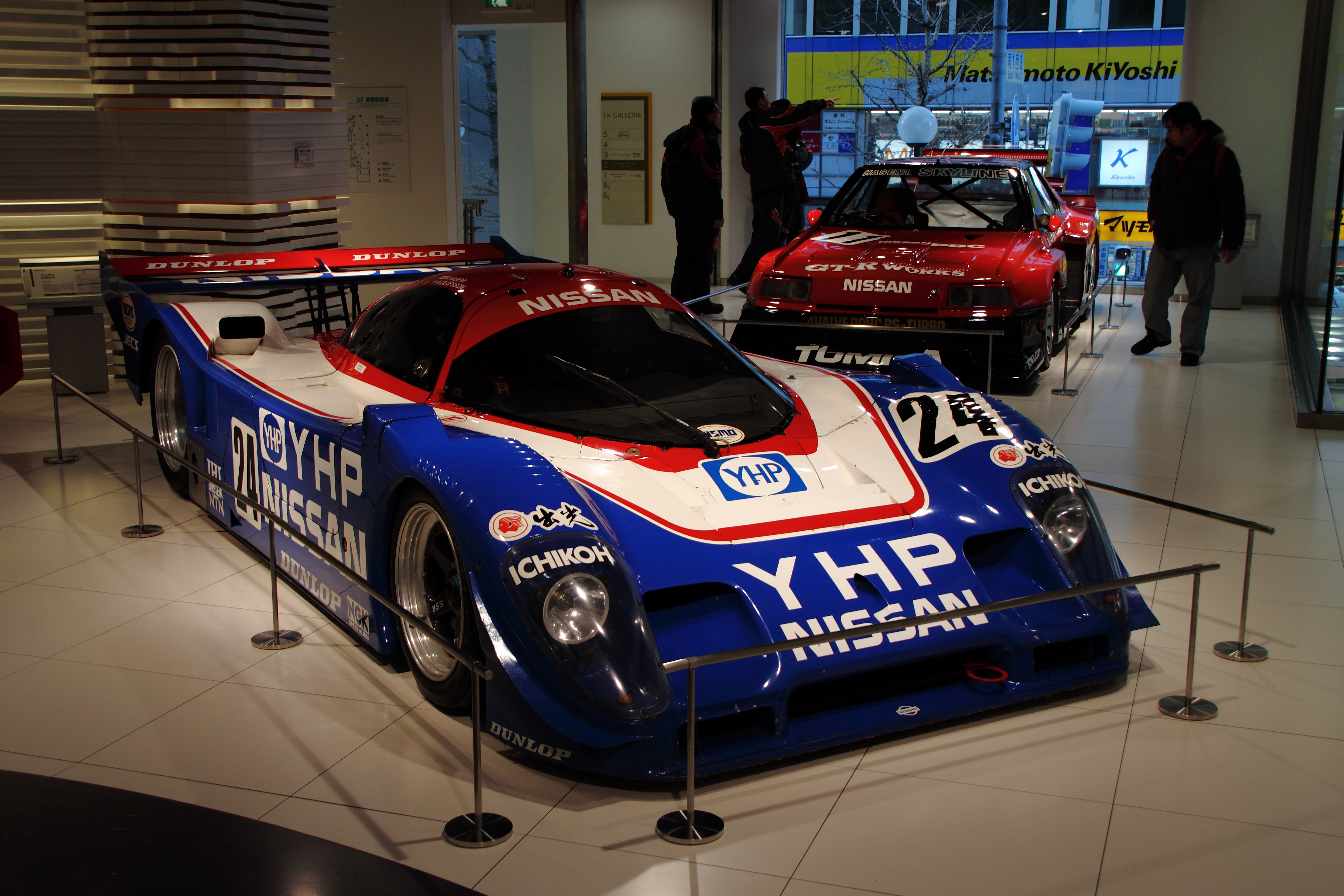
ニッサン・R90CP
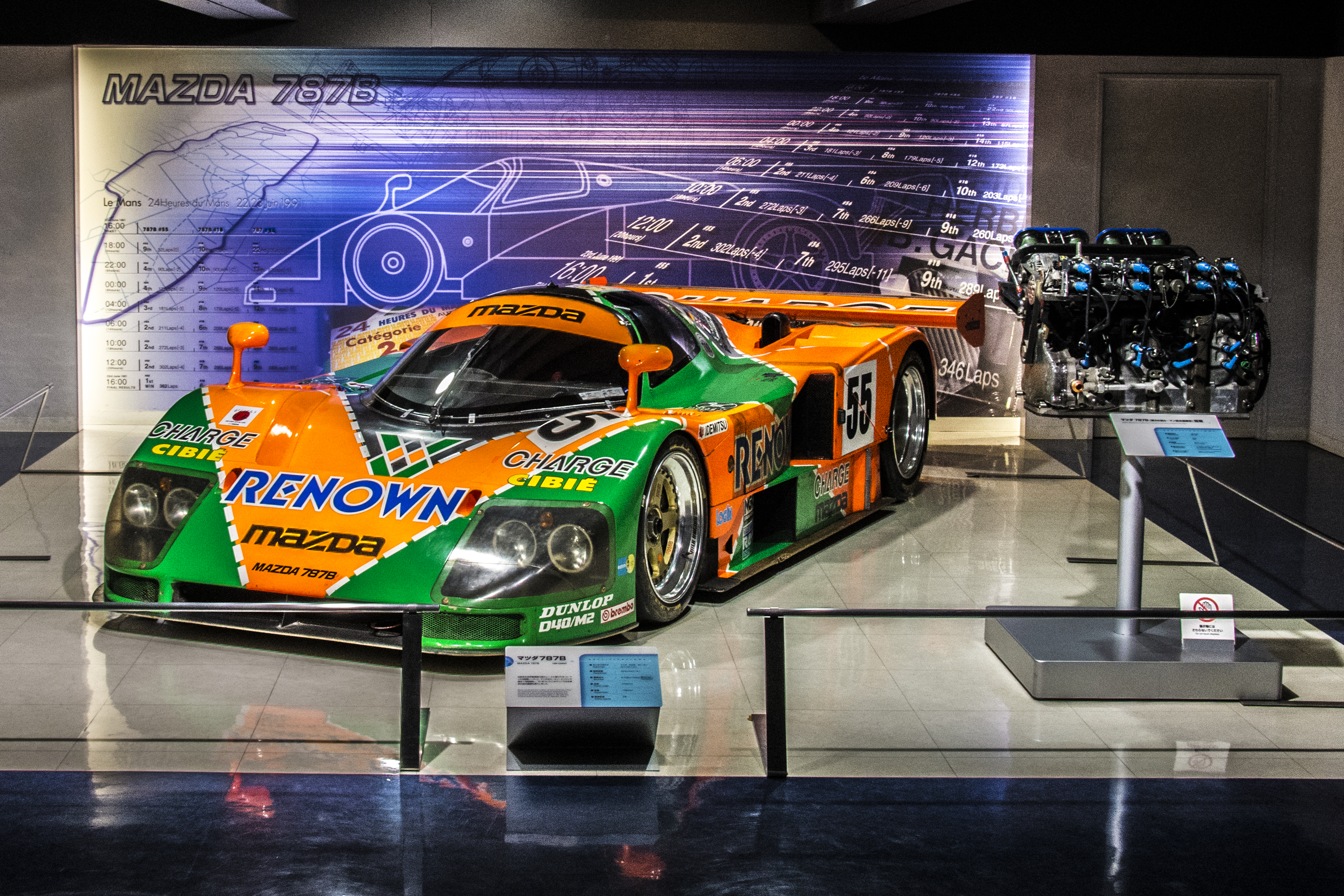
マツダ・787B
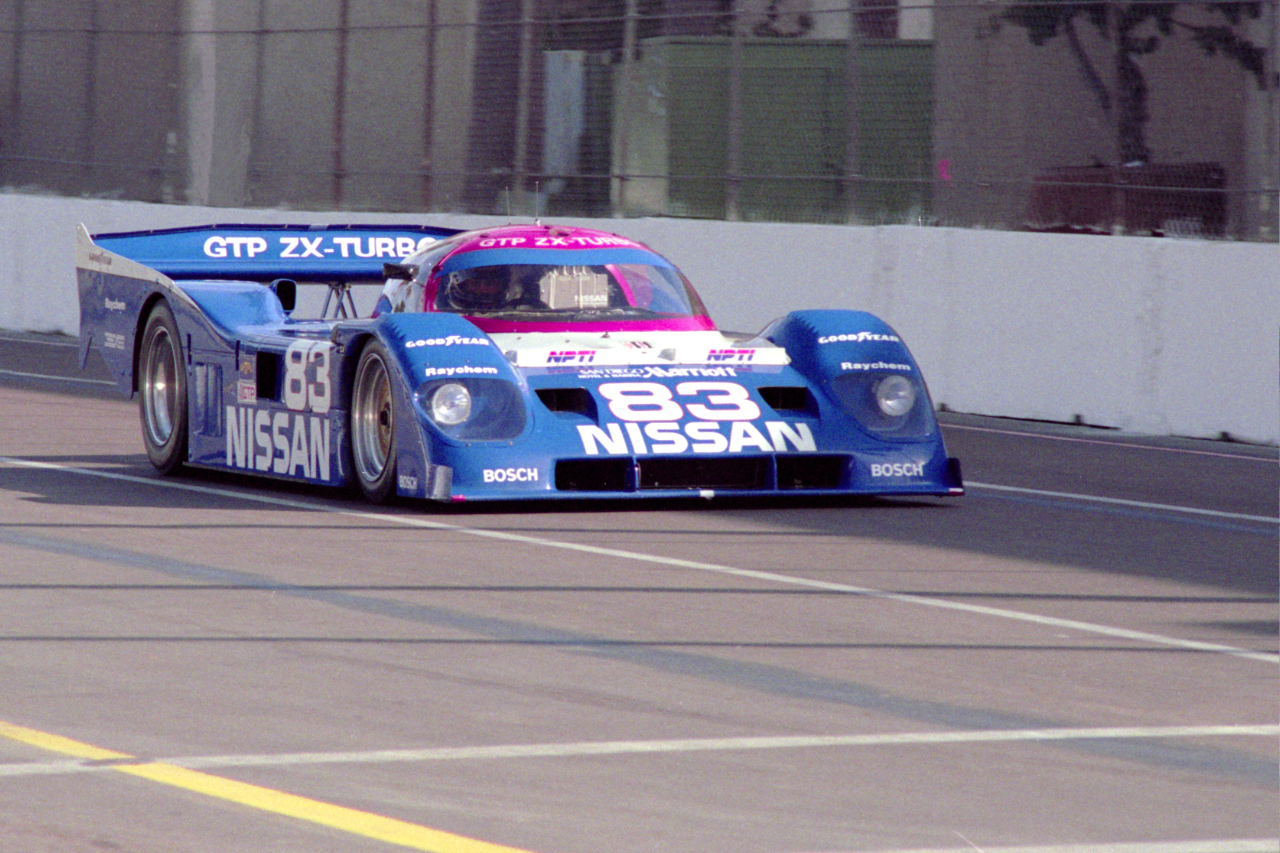
ニッサン・NPT91
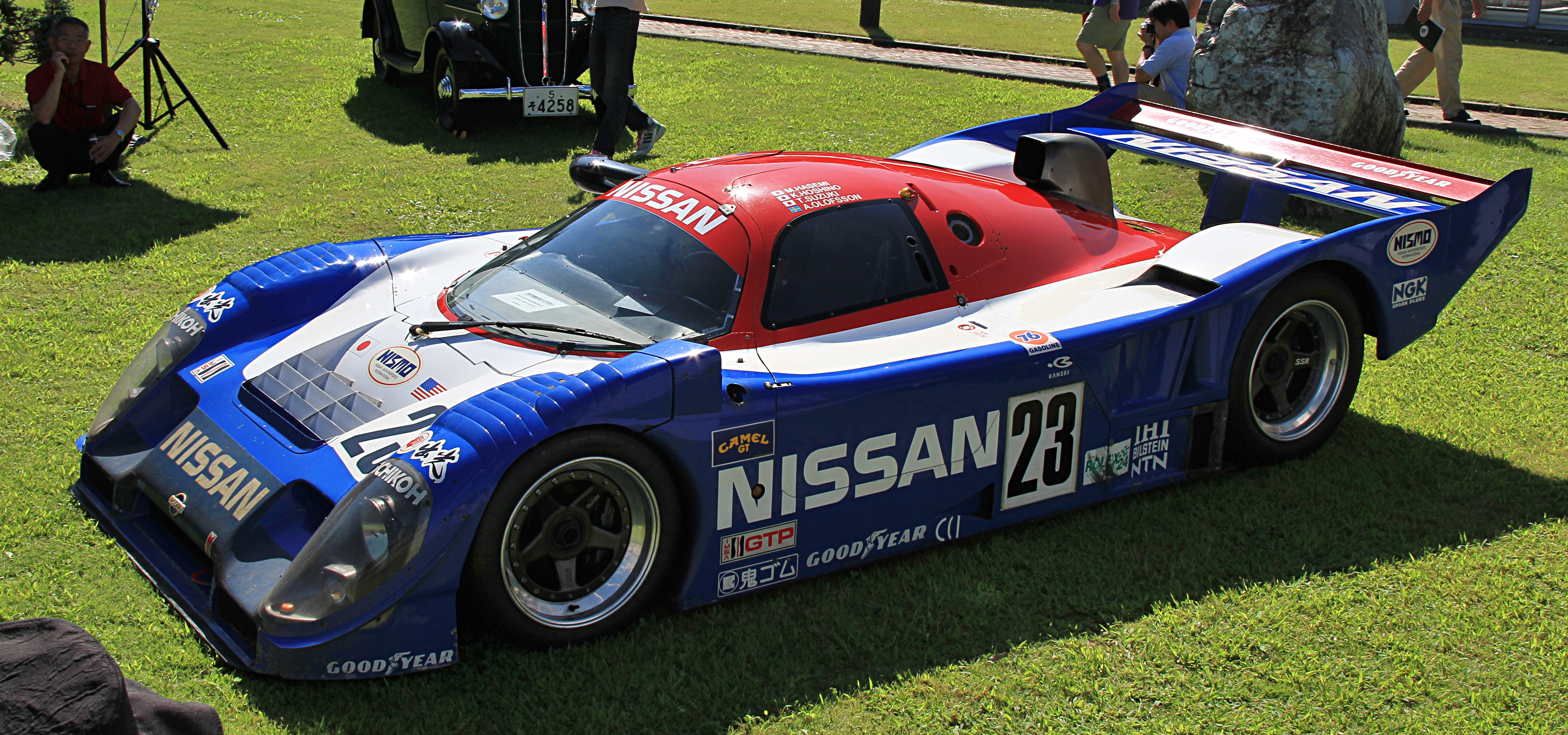
ニッサン・R91CP
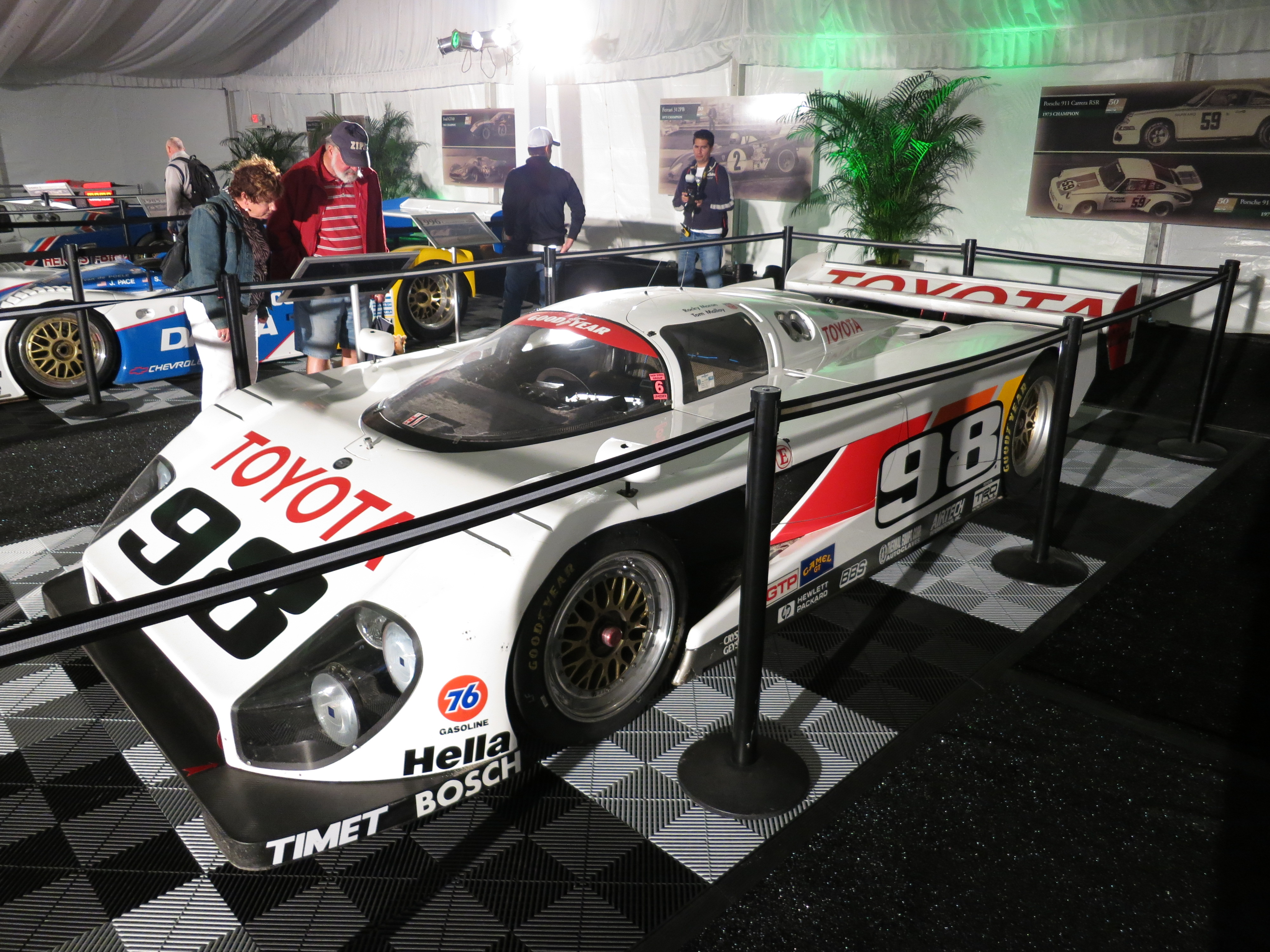
トヨタイーグル・マークIII
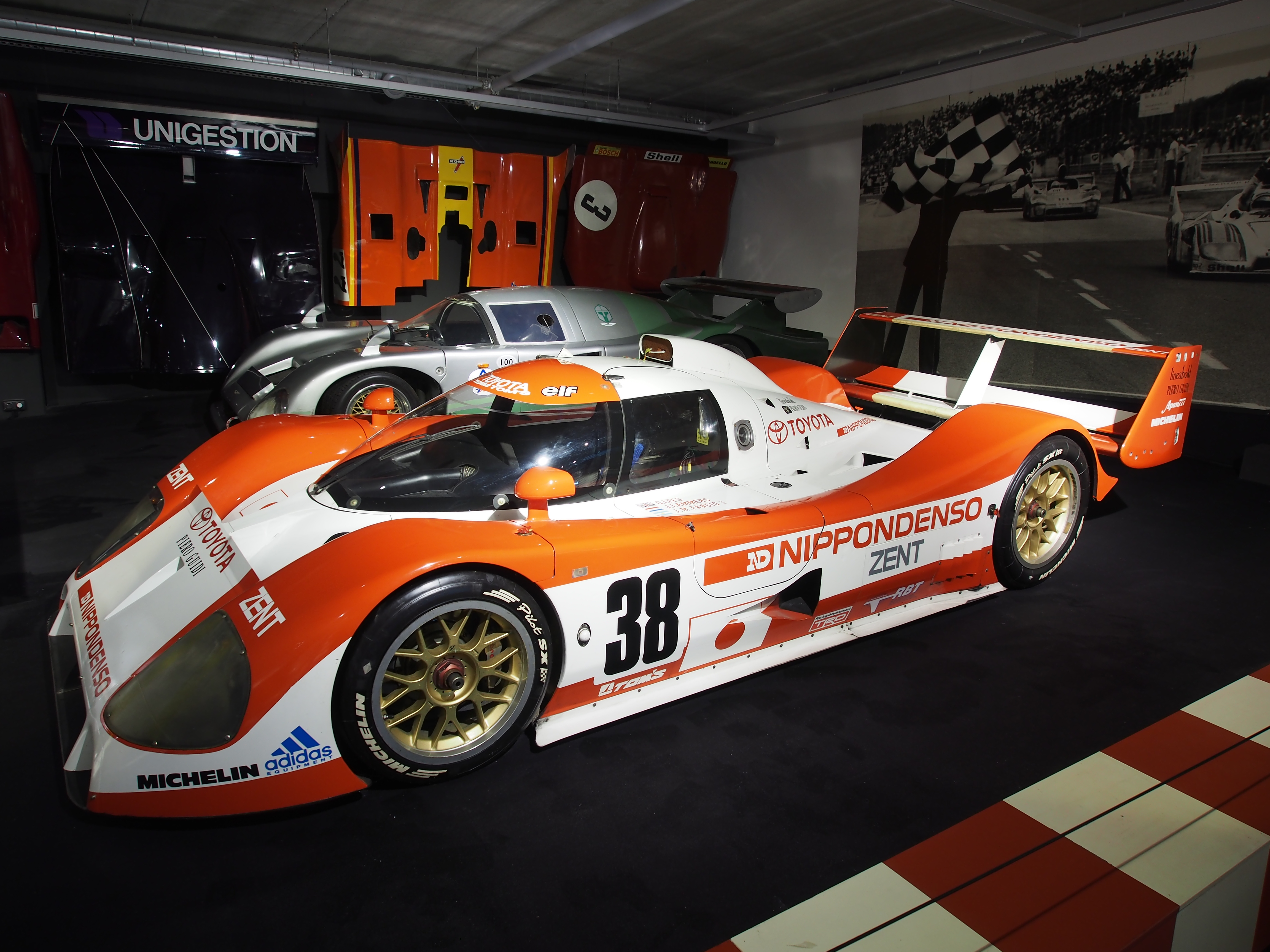
トヨタ・TS010
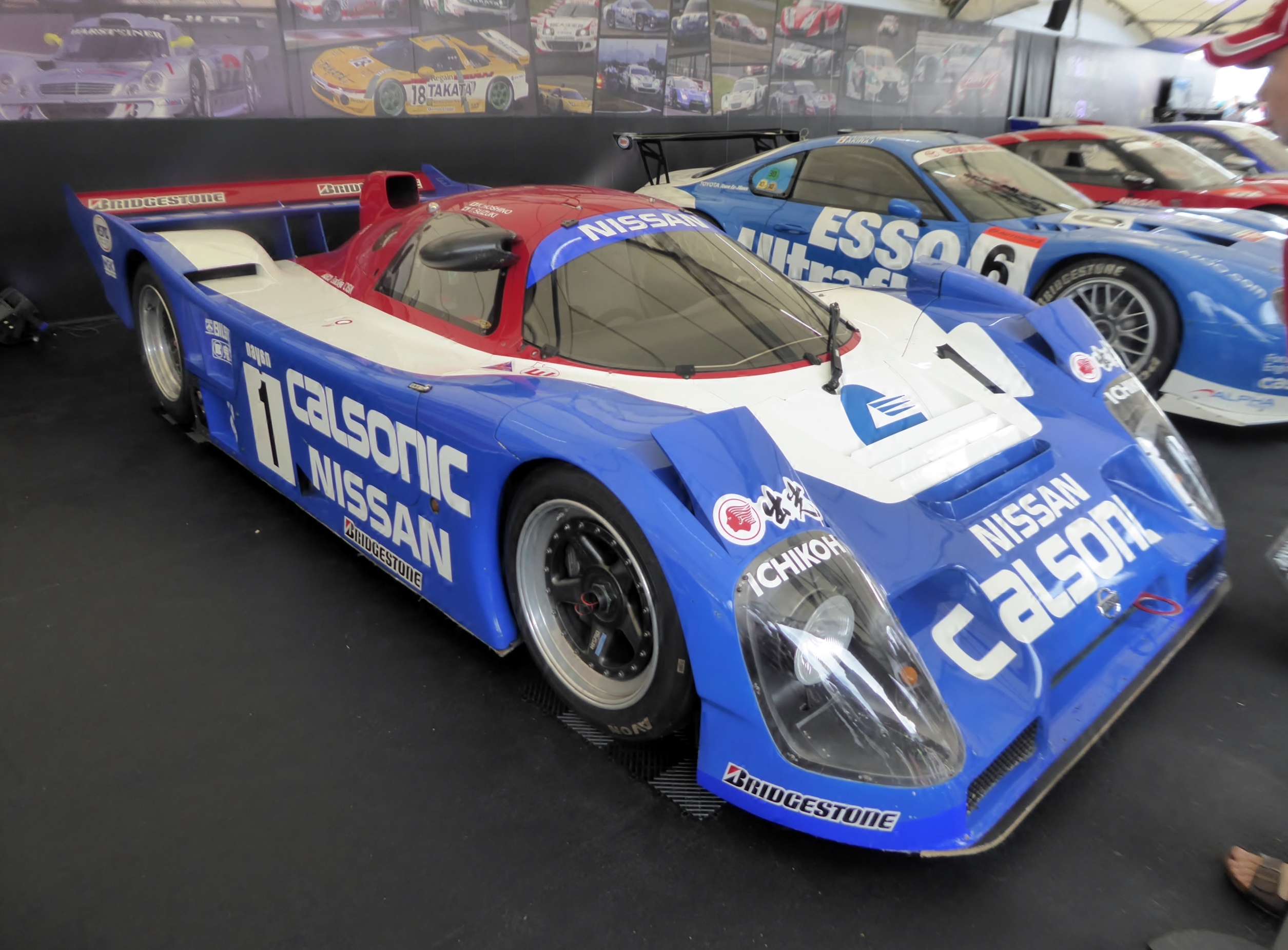
ニッサン・R92CP
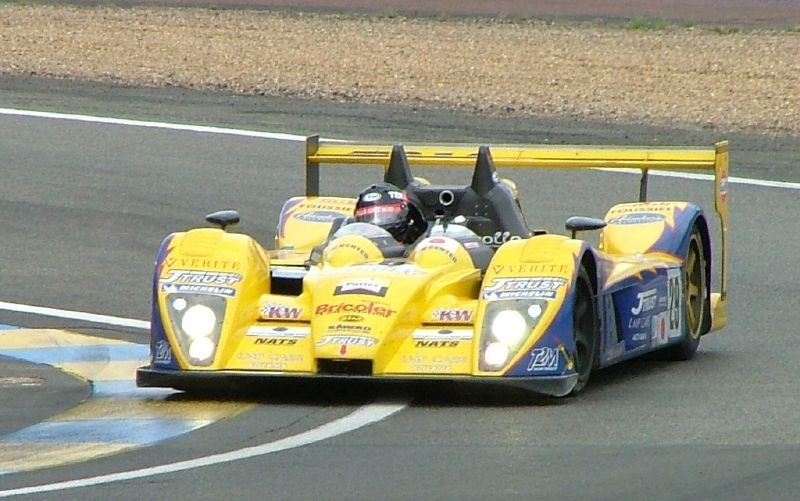
童夢マーダー・S101-5
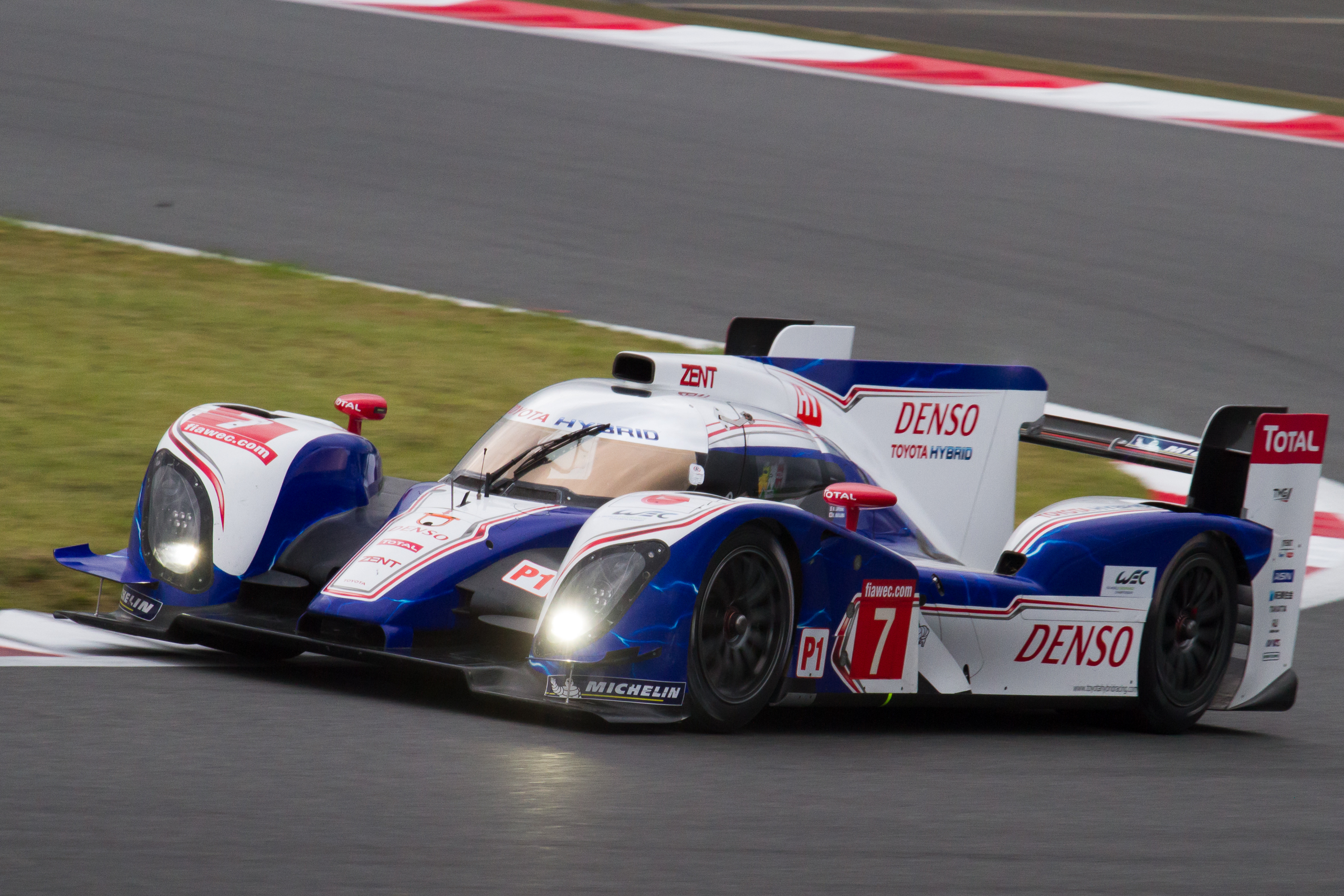
トヨタ・TS030ハイブリッド
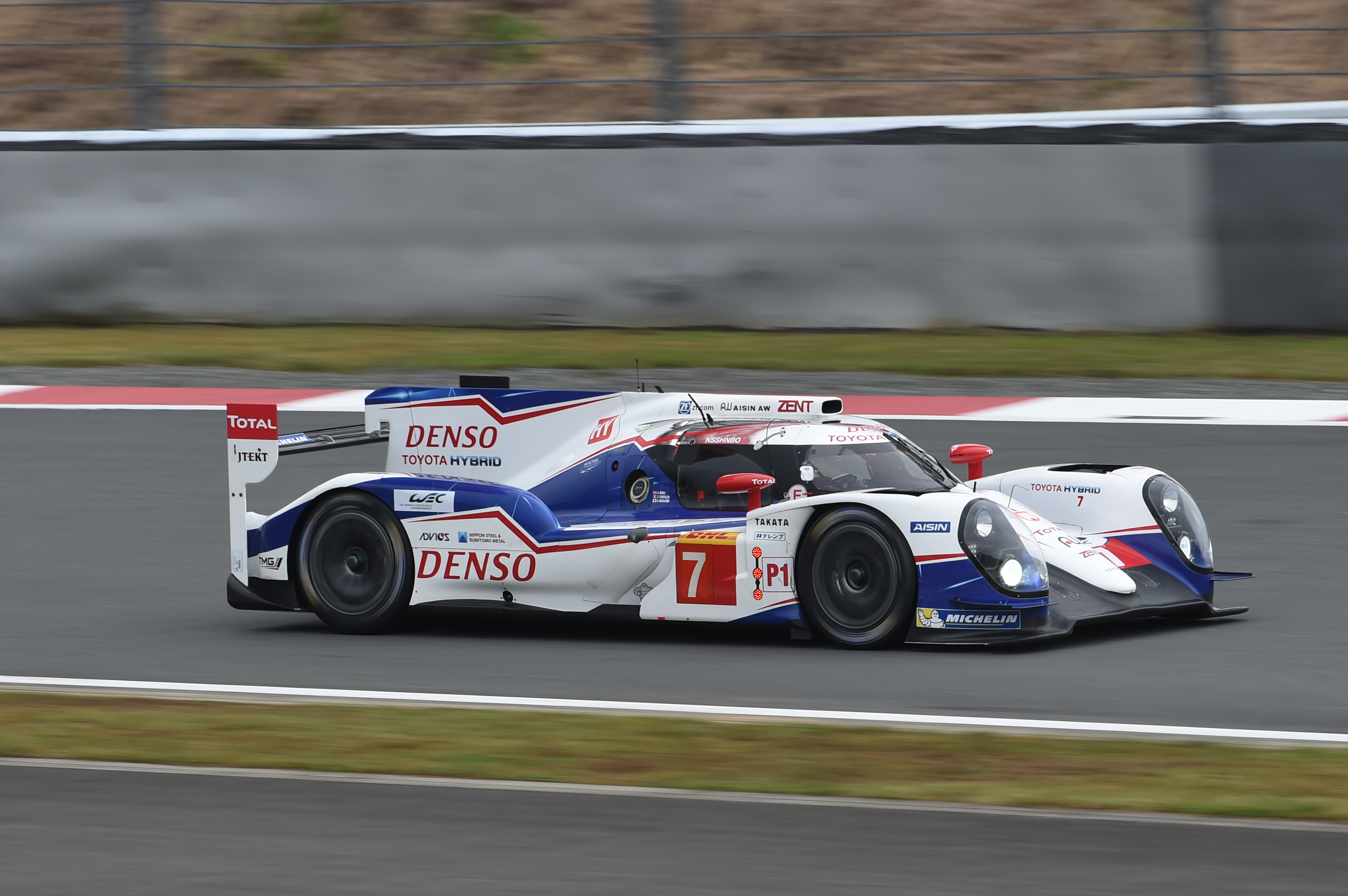
トヨタ・TS040ハイブリッド